# 1956
1956 (MCMLVI) byl rok, který dle gregoriánského kalendáře započal nedělí.

## Události
Automatický abecedně řazený seznam viz Kategorie:Události roku 1956

## Česko
- 19.–20. dubna – Zasedal ÚV KSČ a jednal o výsledcích XX. sjezdu KSSS hodnotícího výsledky Stalinova kultu osobnosti, ze stranických i státních funkcí byl odvolán Alexej Čepička.
- 22. dubna – v Opavě byl ukončen provoz tramvají
- 25. dubna – byl odvolán ministr národní obrany Alexej Čepička
- červenec – Moravský kras byl vyhlášen chráněnou krajinnou oblastí
- 15. září – založení společnosti Sazka v budově nakladatelství Olympia v Klimentské ulici v Praze
- Založen hokejový klub Dukla Jihlava

## Svět
- 1. ledna – Súdán získal nezávislost, do té doby spravován jako anglo-egyptské kondominium
- únor – od výstavy na Lipském veletrhu se znovu začalo používat značky Wartburg pro automobily, vyráběné automobilkou v Eisenachu
- 14.–25. února – XX. sjezd KSSS, kde přednesl Chruščov tajný projev „O kultu osobnosti a jeho důsledcích“, v němž kritizoval Stalinovy zločiny
- 2. března – Maroko získalo nezávislost na Francii
- 20. března – Tunisko získalo nezávislost na Francii
- 23. března – Elvis Presley vydal své první studiové album Elvis Presley
- 9. květen – Japonské expedici se podařil prvovýstup na 8. nejvyšší horu světa Manáslu
- 28. června – v polské Poznani bylo krvavě potlačeno tzv. Poznaňské povstání proti komunistickému totalitnímu režimu
- 8. červenece – Gašerbrum II, třináctá nejvyšší hora světa je poprvé zdolána členy rakouské expedice
- 16. července – Karelofinská SSR se opět stala autonomní oblastí Ruské SFSR
- 26. července – Egypt zestátňuje suezský kanál a vyvolává tím suezskou krizi
- 31. červenec – Je otevřen stadion Lužniki, největší sportovní stadion v Rusku
- 12. září – Českoslovenští volejbalisté se stali mistry světa ve Francii.
- 1. října – byl z vězení propuštěn Karl Dönitz, admirál a Hitlerův nástupce ve funkci hlavy státu
- 23. října – 4. listopadu/10. listopadu – povstání v Maďarsku skončilo krvavou sovětskou invazí (operace Vichr)
- 29. října – Izrael zahájil pozemní útok (operace Kadeš) na Egypt (Sinaj)
- 31. října – 6. listopadu – britsko-francouzská letecká ofenzíva (operace Mušketýr) proti Egyptu
- 2. prosince – loď Granma s partyzánským oddílem Fidela Castra přistává na Kubě; větší část výsadku byla rozprášena, ale části se podařilo utéci do hor a zahájit gerilovou válku

## Vědy a umění
- 1. ledna – Založena Filharmonie Brno.
- 22.–29. duben – II. sjezd Svazu československých spisovatelů
- 4. srpen – V Indii spuštěn první atomový reaktor na asijském kontinentě
- 28. září – Do provozu uveden první francouzský atomový reaktor v Marcoule
- 12. říjen – V Couder Hallu spuštěn první britský atomový reaktor
- 15. listopadu – Premiéra prvního filmu s Elvisem Presley Love me tender
- 16. listopadu – Premiéra českého filmu Jiřího Sequense Neporažení podle divadelní hry laureáta státní ceny Milana Jariše Přísaha
- Werner Buchholz zavedl termín byte
- M. Warmus představil Intervalovou matematiku
- vznikla Cena Hanse Christiana Andersena
- Noam Chomsky vytvořil Chomského hierarchii
- český vědec Otto Wichterle vynalezl kontaktní čočky z hydrogelu
- byl vyroben první mobilní telefon Ericsson
- Napsána kniha Poslední bitva od C. S. Lewise
- Byl položen první telefonní transatlantický kabel.

## Sport
- 22. listopadu – Začaly XVI. Letní Olympijské hry v Melbourne.

## Nobelova cena
- Nobelova cena za fyziku – William Bradford Shockley, John Bardeen, Walter Houser Brattain
- Nobelova cena za chemii – Cyril Norman Hinshelwood, Nikolaj Nikolajevič Semjonov
- Nobelova cena za fyziologii a lékařství – André Frédéric Cournand, Werner Forßmann, Dickinson W. Richards
- Nobelova cena za literaturu – Juan Ramón Jiménez
- Nobelova cena za mír – (Cena neudělena, finanční část vložena 1/3 do společného fondu Nobelových cen, 2/3 do zvláštního fondu Nobelovy ceny míru.)

## Narození

### Česko

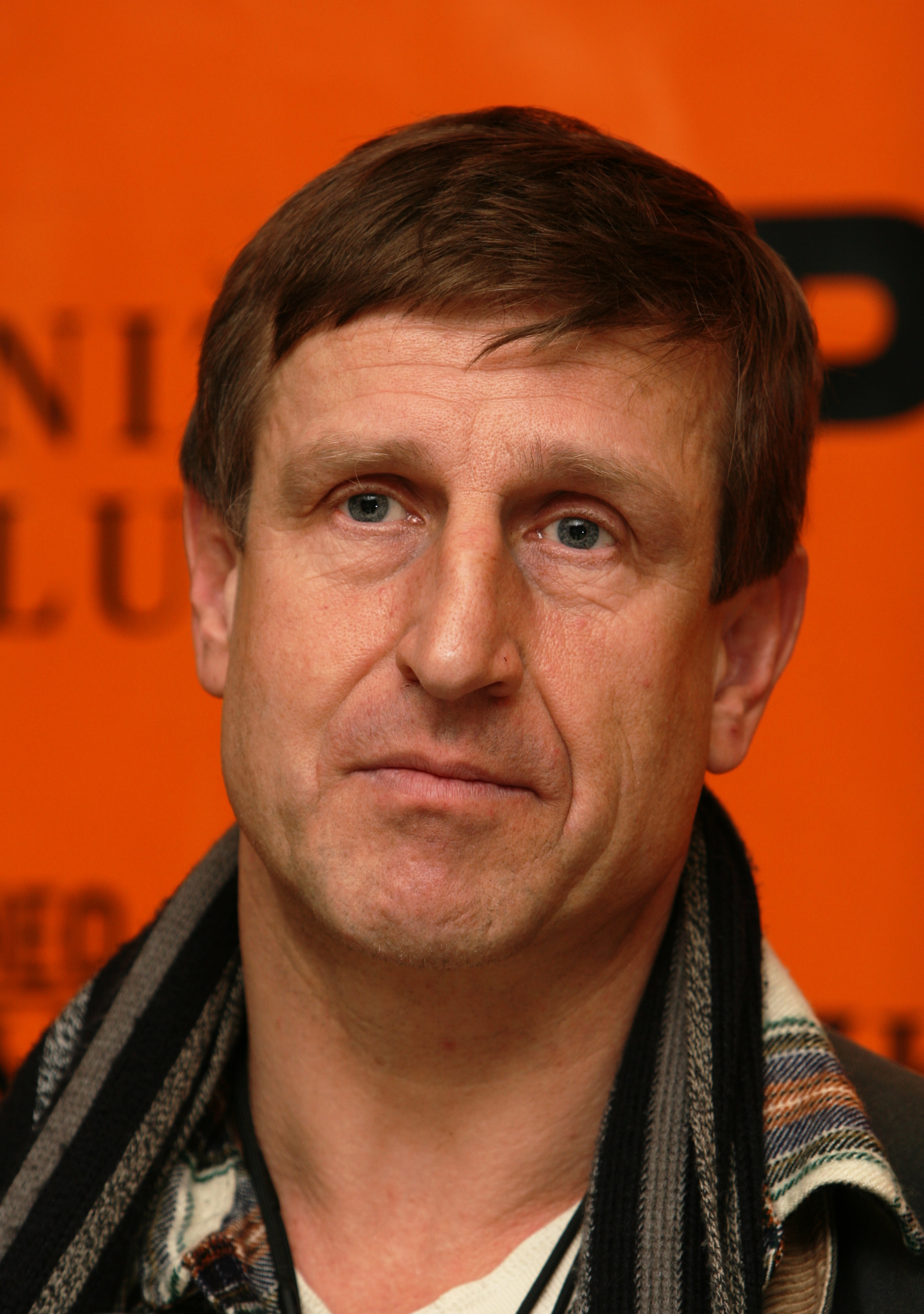
Václav Vydra (* 7. ledna)

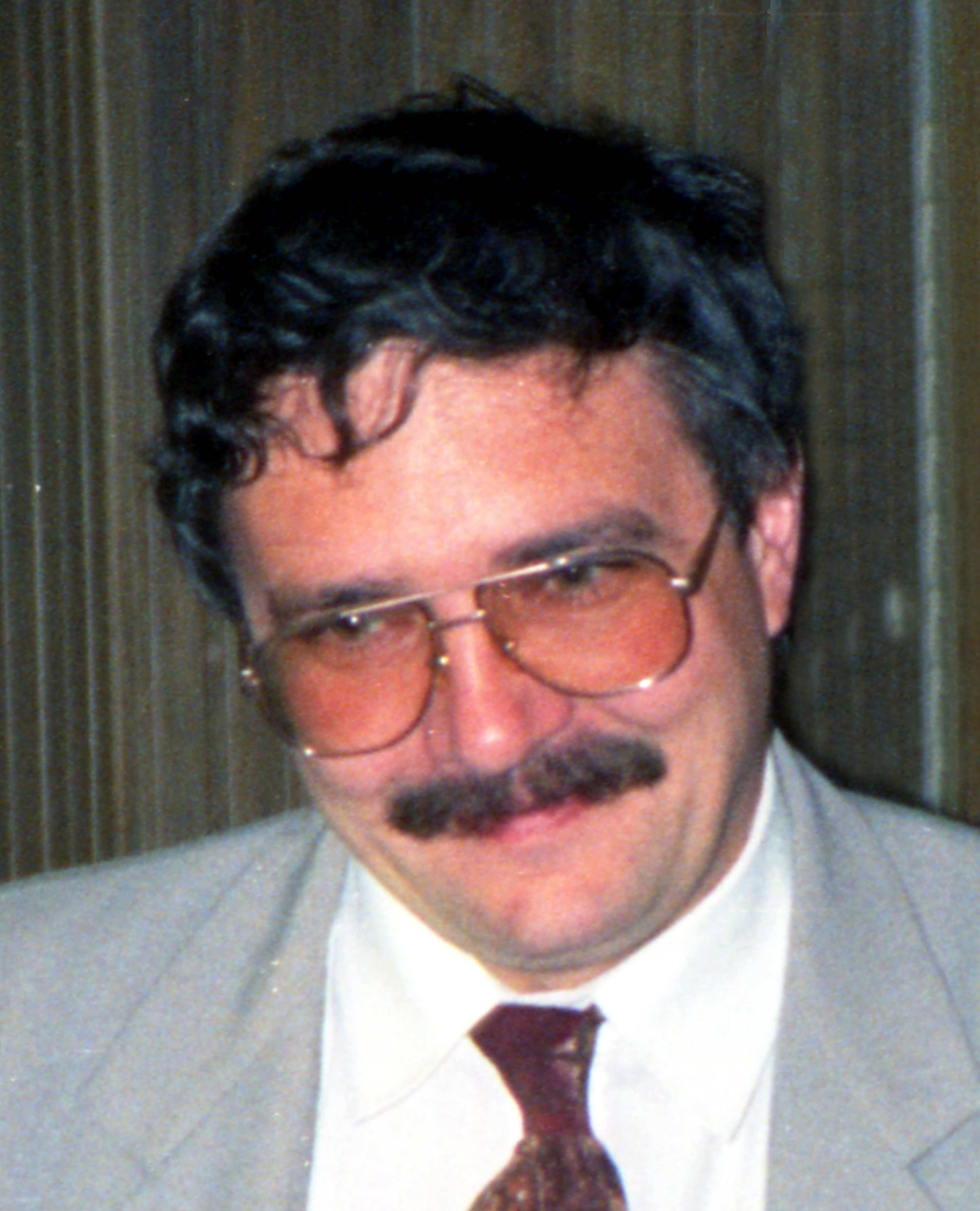
Josef Lux (* 1. února)

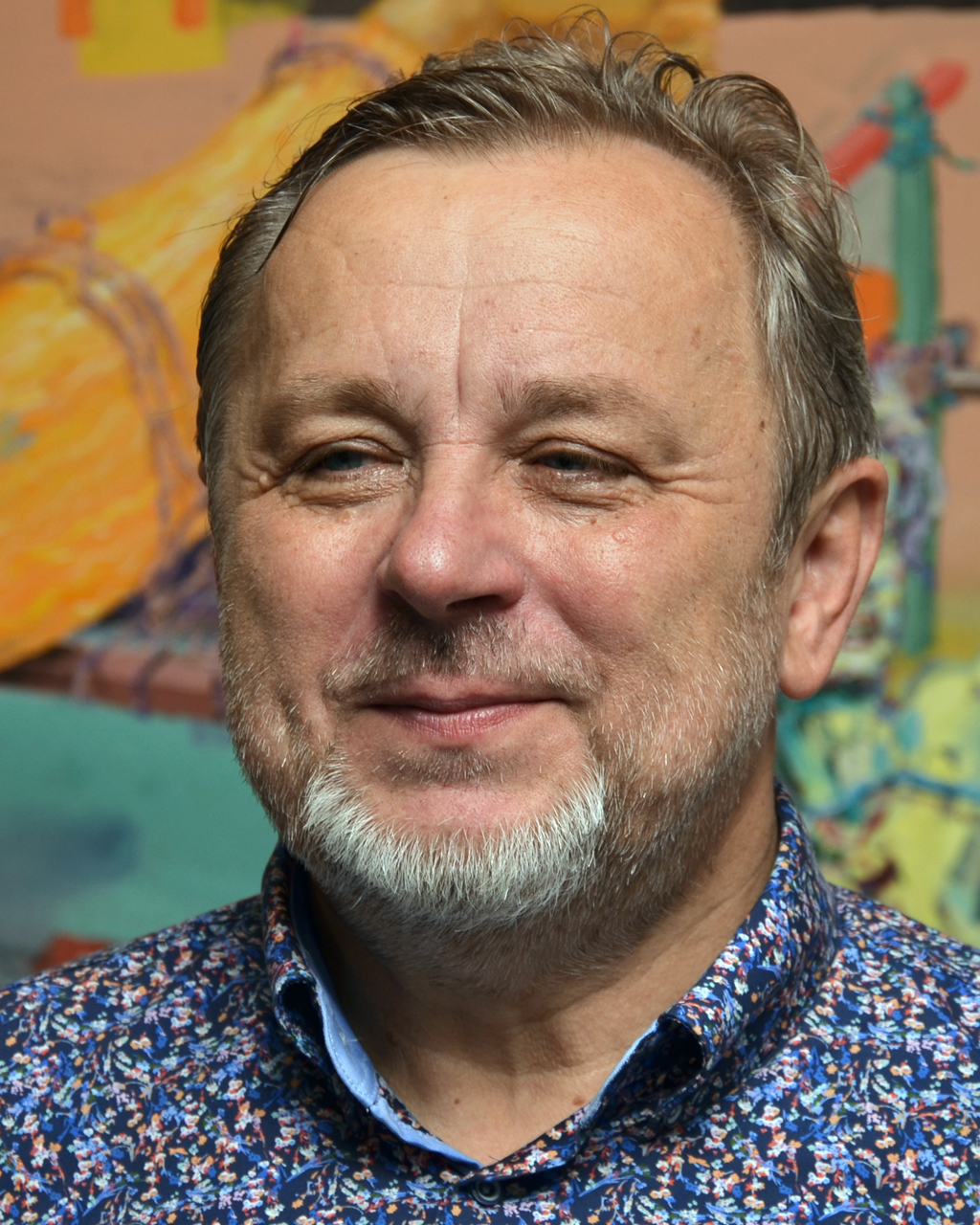
Michal Pavlíček (* 14. února)

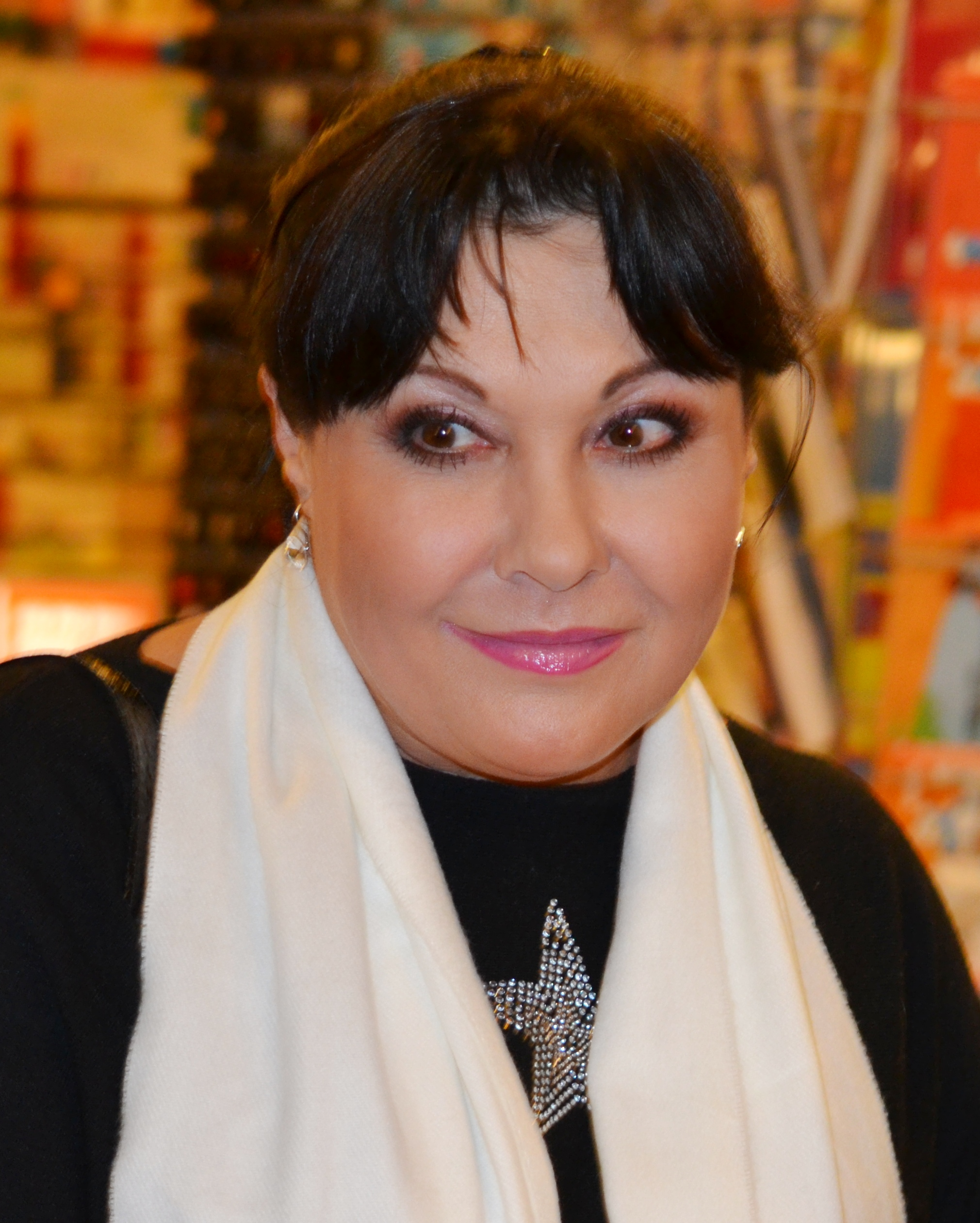
Dagmar Patrasová (* 27. dubna)

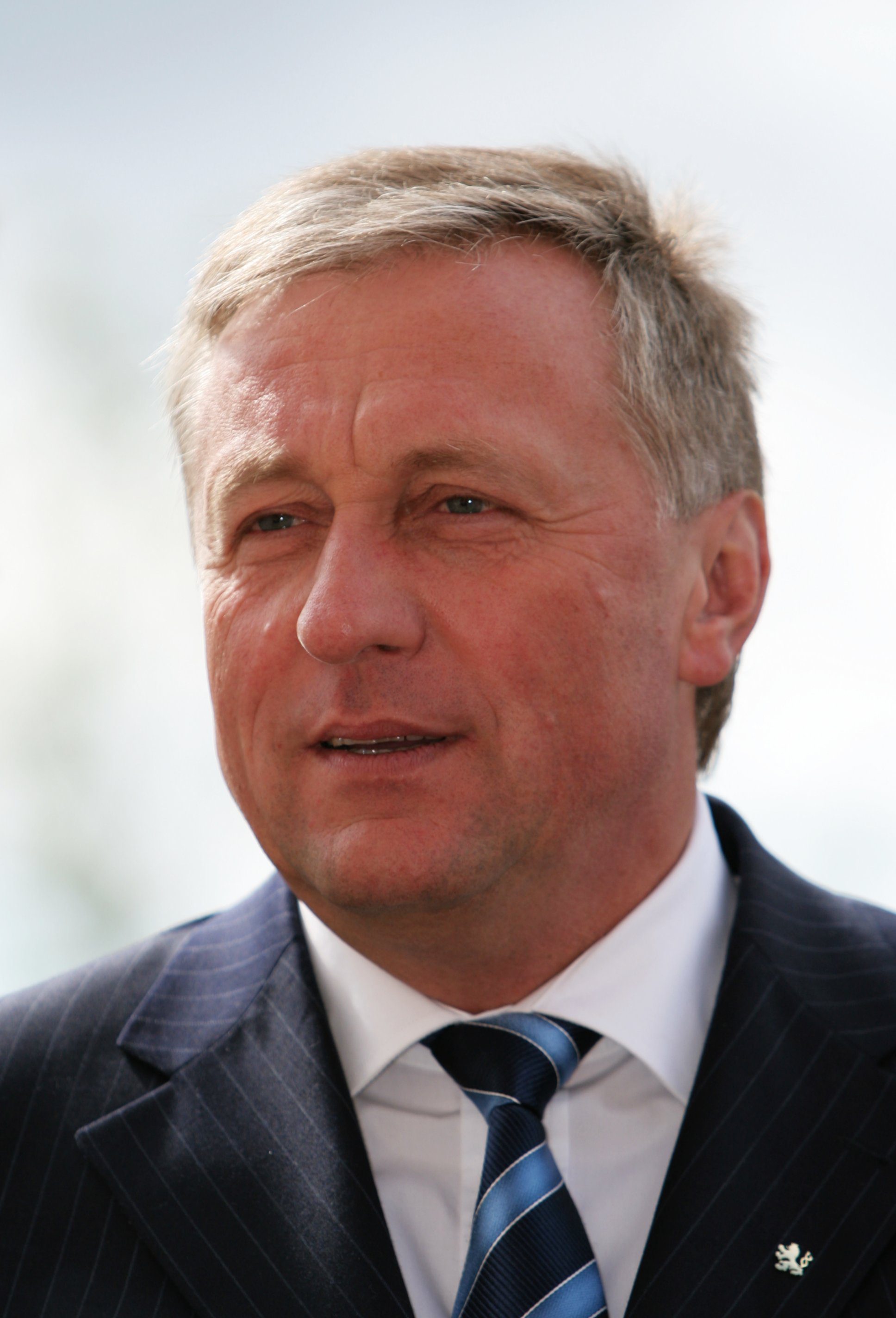
Mirek Topolánek (* 15. května)

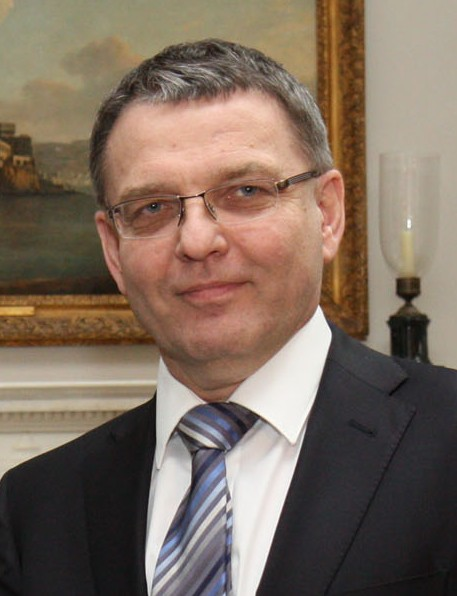
Lubomír Zaorálek (* 6. září)

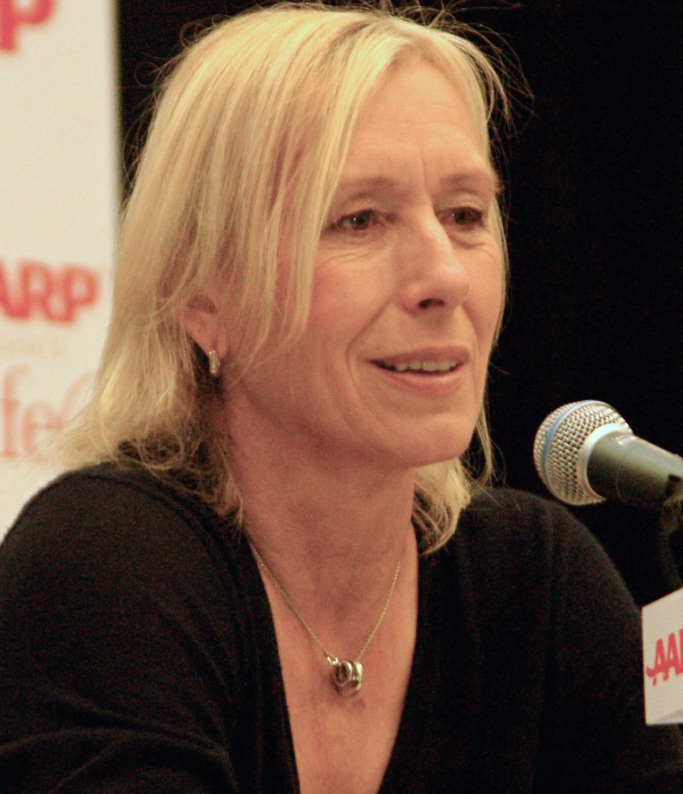
Martina Navrátilová (* 18. října)

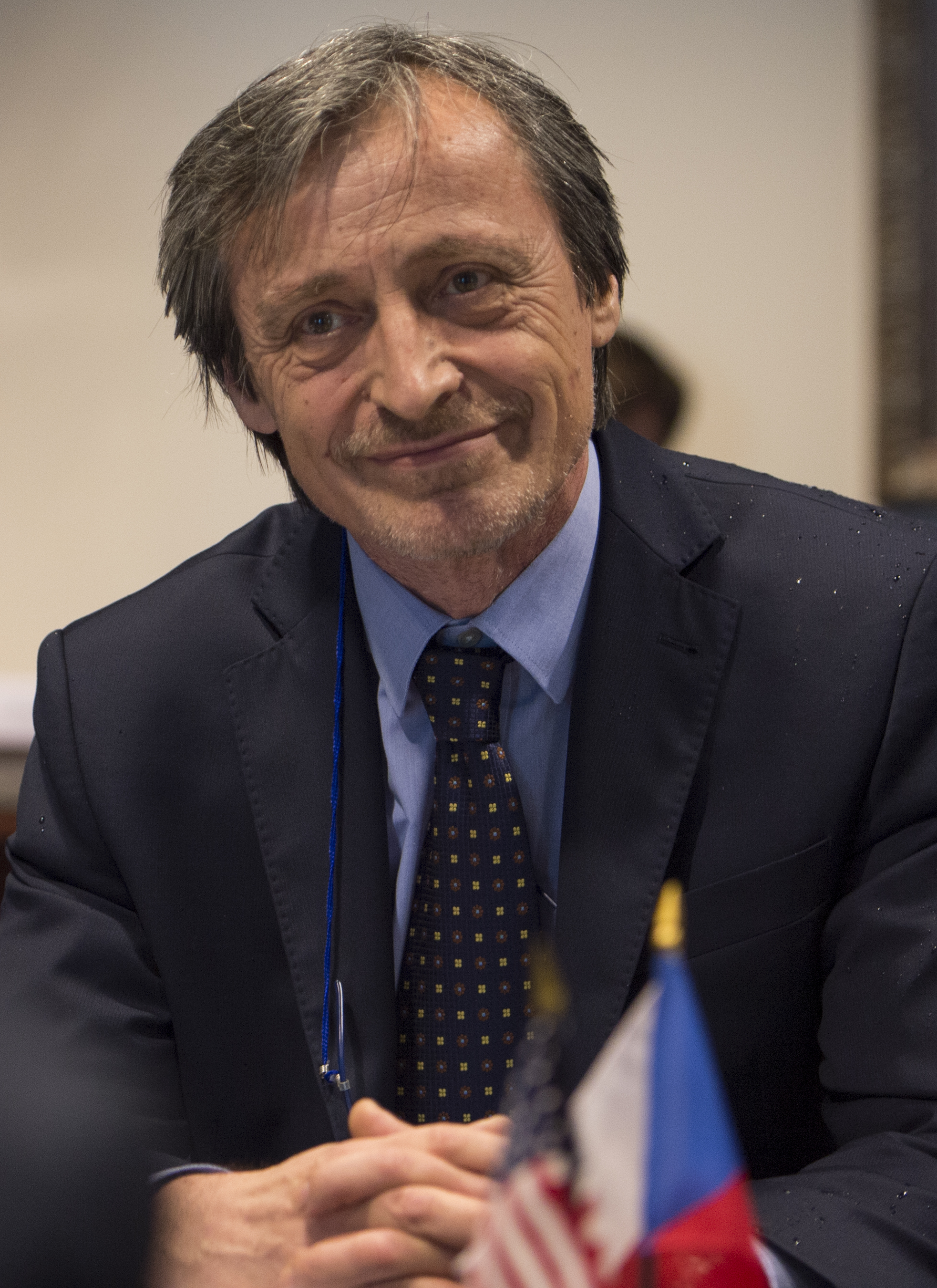
Martin Stropnický (* 19. prosince)

- 3. ledna – Jiří Maštálka, lékař a politik
- 4. ledna – Oldřich Kužílek, divadelní režisér a politik
- 7. ledna – Václav Vydra, herec
- 8. ledna – Jiří Růžička, herec († 20. února 1999)
- 9. ledna – Zdeněk Adamec, oštěpař
- 13. ledna – Luděk Fiala, lékař, spisovatel, diplomat
- 15. ledna – Aleš Havlíček, filozof, vysokoškolský pedagog († 22. července 2015)
- 18. ledna – Josef Carda, herec
- 20. ledna – Zdeněk Hanka, lékař a spisovatel
- 21. ledna – Richard Sequens, lékař-chirurg a politik
- 25. ledna – Jozef Chovančík, slovenský motocyklový závodník († 26. listopadu 2005)
- 28. ledna – Petr Kajnar, primátor města Ostravy
- 1. února – Josef Lux, místopředseda vlády, ministr zemědělství († 22. listopadu 1999)
- 3. února – Karel Holý, český hokejista († 23. listopadu 2024)
- 7. února – František Skála, sochař, malíř, ilustrátor
- 9. února – Milan Jablonský, textař, básník, publicista
- 10. února
  - Ida Kelarová, romská zpěvačka, muzikantka a sbormistryně
  - Aleš Svoboda, výtvarník, multimediální umělec, kritik a teoretik umění
- 12. února
  - Václav Faltus, imitátor a dabér
  - Stanislav Moša, režisér, textař, libretista
- 13. února – Otmar Brancuzský, herec a dabér († 22. října 2022)
- 14. února – Michal Pavlíček, hudební skladatel, kytarista, zpěvák a textař
- 15. února – Oldřich Maršík, baskytarista
- 16. února – Antonín Basler, pomocný biskup Olomoucký
- 25. února
  - Jim Čert, zpěvák a akordeonista
  - Hana Vláčilová, baletní mistryně, choreografka a pedagožka
- 26. února – Evžen Tošenovský, politik
- 28. února – Naďa Johanisová, ekologická ekonomka, environmentalistka
- 2. března – Lenka Kořínková, herečka
- 18. března – Zdeněk Vřešťál, folkový písničkář
- 26. března
  - Pavel Janoušek, literární historik a teoretik
  - Jana Kališová, divadelní režisérka
- 27. března
  - Zdeněk Palusga, herec
  - Jiří Škoda, cyklista, bronzová medaile na OH 1980
  - Markéta Fialková, disidentka a diplomatka († 23. srpna 2011)
- 29. března – Jan Kadlec, tanečník, sólista baletu († 30. listopadu 2023), Josef Novotný volejbalista
- 5. dubna
  - Miroslav Beneš, jaderný fyzik, politik
  - Vladimír Kocman, judista, bronz na OH 1980
  - Bohumil Kubát, ministr zemědělství a výživy ČR († 13. června 2017)
- 7. dubna – Miroslav Ludwig, chemik, rektor Univerzity Pardubice
- 8. dubna – Roman Dragoun, hudebník, klávesista, zpěvák a skladatel
- 16. dubna – Zdeněk Tyc, filmový a televizní režisér a scenárista
- 23. dubna
  - Jiří Lobkowicz, česko-švýcarský politik a finančník
  - Lubomír Kafka, baletní tanečník († 12. března 1989)
- 25. dubna – Jaroslava Schallerová, herečka a podnikatelka
- 26. dubna – Jiří Skalický, ministr vlád České republiky
- 27. dubna
  - Dagmar Patrasová, herečka, zpěvačka a moderátorka
  - Jana Rečková, lékařka a spisovatelka
- 1. května – Jan Frolík, archeolog
- 2. května – Alena Ovčačíková, spisovatelka († 24. května 2017)
- 10. května – Vlasta Žehrová, herečka
- 15. května – Mirek Topolánek, předseda vlády České republiky
- 16. května – Milan Korál, básník († 4. prosince 2022)
- 19. května
  - Miroslav Sedláček, autor a editor populárně vědecké literatury
  - Jan Fiala, fotbalista
- 20. května – Tomáš Šmíd, tenista
- 24. května – Jiří Janeček, generální ředitel České televize
- 30. května – Jiří Macoun, spisovatel
- 31. května – Stanislav Berkovec, rozhlasový a televizní moderátor a politik
- 2. června – Jan Ambrůz, sochař
- 6. června – Radko Martínek, ministr pro místní rozvoj
- 10. června – Pavel Koutecký, filmový dokumentarista a scenárista († 13. dubna 2006)
- 11. června
  - Jan Bárta, výtvarník a publicista
  - Richard Šusta, spisovatel science fiction a fantasy
- 23. června – Vladimír Kýhos, hokejový útočník
- 27. června – Ladislav Kyselák, violista a pedagog († 15. listopadu 2012)
- 28. června – Jiří Plieštik, sochař, grafický designér, fotograf a básník
- 5. července – Petr Koliha, filmový pedagog, režisér a producent
- 6. července – Alexej Pyško, filmový a divadelní herec
- 7. července – Jiří Payne, politik
- 14. července – Vladimír Kulich, kanadský herec
- 20. července – Ivo Medek, hudební skladatel, rektor brněnské JAMU
- 25. července – Arsène Verny, německý právník († 16. března 2025)
- 26. července – Richard Bergman, textař, skladatel, spisovatel a malíř
- 27. července – Aleš Bajger, zpěvák, kytarista, skladatel
- 6. srpna – Eva Vejražková, akademická malířka a grafička
- 8. srpna – Zdeněk Lhotský, výtvarník (sklo, kámen, kov, kresba, grafika)
- 9. srpna
  - Zdeněk Hrubý, horolezec a manažer († 8. srpna 2013)
  - Emil Kopřiva, kytarista a skladatel
- 11. srpna – Jitka Komendová, spisovatelka
- 12. srpna – Jaroslav Samson Lenk, folkový a trampský zpěvák, kytarista, textař
- 14. srpna – Pavel Trojan, hudební skladatel
- 22. ;srpna – Josef Moucha, fotograf, teoretik fotografie, novinář, spisovatel
- 23. srpna – Karel Jarolím, fotbalový trenér
- 28. srpna – Jiří David, malíř, fotograf a umělec
- 31. srpna – Jiří Kocian, historik
- 6. září
  - Petr Duchoň, fyzik a politik
  - Lubomír Zaorálek, ministr zahraničních věcí Sobotkovy vlády
- 17. září – Petr Berounský, fotograf
- 27. září
  - Eva Asterová, herečka a tanečnice
  - Záviš, zpěvák, písničkář a básník
- 2. října
  - Jaromír Jermář, historik a politik
  - Martin Smrček, zoolog
- 6. října – Stanislav Balík, právník a historik
- 10. října – Květa Jeriová, trojnásobná olympijská medailistka v běhu na lyžích
- 13. října – Mirka Spáčilová, filmová a televizní kritička
- 14. října – Jiří Pokorný, cyklista, bronzová medaile na OH 1980
- 16. října – Jaroslav Tůma, varhaník, klavírista, cembalista, pedagog
- 18. října – Martina Navrátilová, československá a později americká tenistka
- 25. října – Vlastimil Picek, ministr obrany
- 31. října – Jan Paul, malíř
- 2. listopadu – Vladimír Michálek, scenárista a filmový režisér
- 3. listopadu – Jiří Šesták, herec, manažer, pedagog a politik
- 4. listopadu – Oldřich Tomášek, prezident Policie ČR
- 7. listopadu – Tomáš Julínek, ministr zdravotnictví ČR
- 11. listopadu – Martin Dvořák, politik, diplomat, ekonom a publicista
- 24. listopadu – Cyril Svoboda, politik, ministr vlád ČR
- 27. listopadu – Vladimír Kokolia, malíř, grafik a kreslíř
- 28. listopadu
  - Vladislav Beneš, herec
  - Mirek Sova, kytarista
- 29. listopadu – Ivo Čermák, psycholog, metodolog, teoretik vědy
- 30. listopadu – Martin Machovec, editor, redaktor, literární kritik a překladatel
- 9. prosince – Josef Krob, filozof, děkan Filozofické fakulty Masarykovy univerzity
- 10. prosince – Zdeněk Papoušek, sociolog, dramatik a politik
- 19. prosince – Martin Stropnický, herec, režisér, diplomat a politik
- 24. prosince – Ivan Fíla, filmový režisér, producent a scenárista
- 26. prosince – Otakar Karlas, grafik, typograf a pedagog
- 31. prosince – Zdeněk Škromach, místopředseda vlády ČR

### Svět
- 1. ledna
  - Sergej Avdějev, ruský kosmonaut

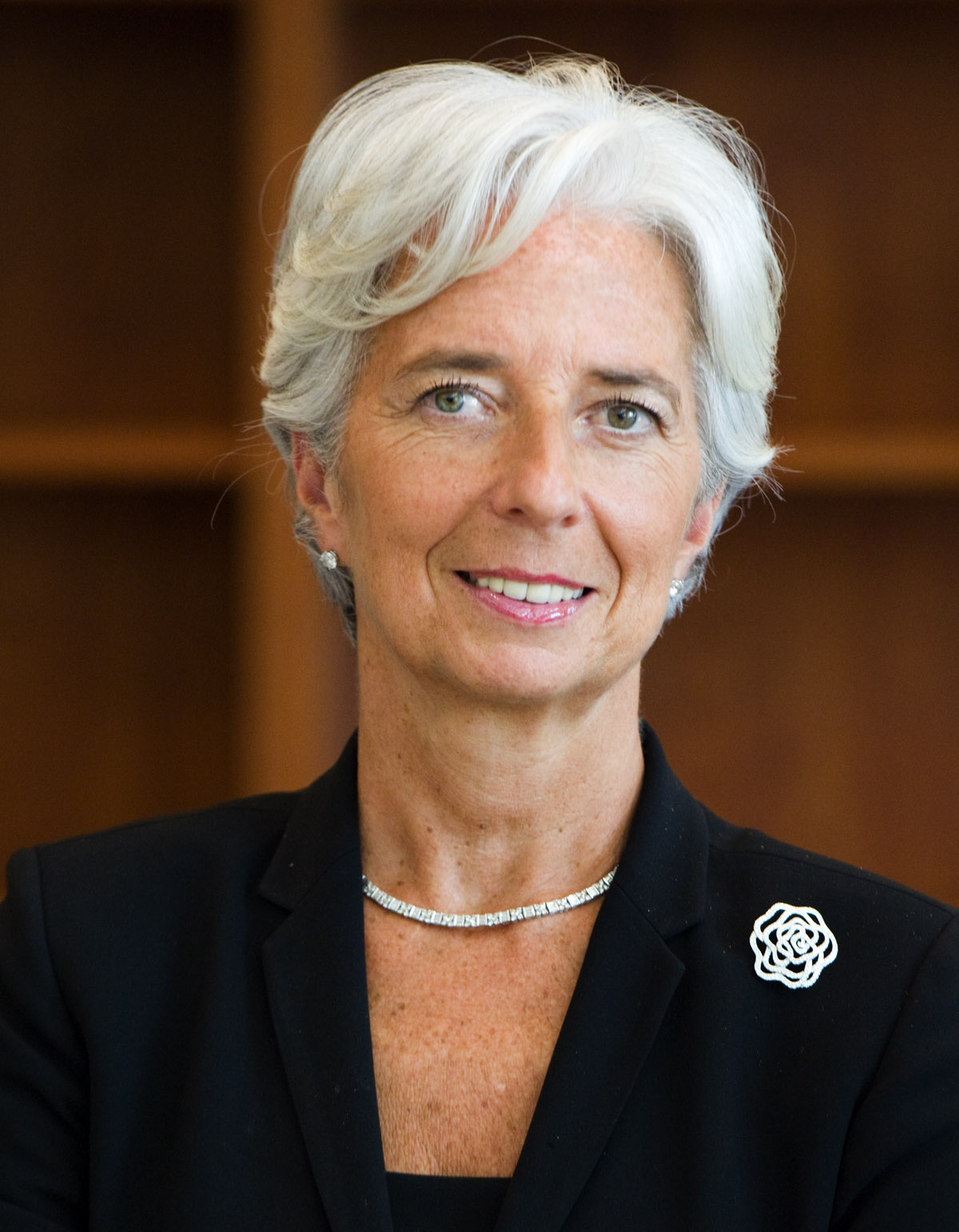
Christine Lagardeová (* 1. ledna)

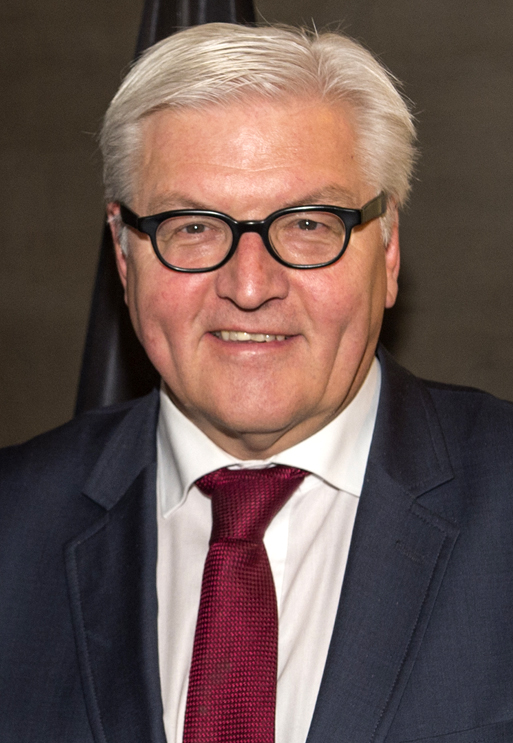
Frank-Walter Steinmeier (* 5. ledna)

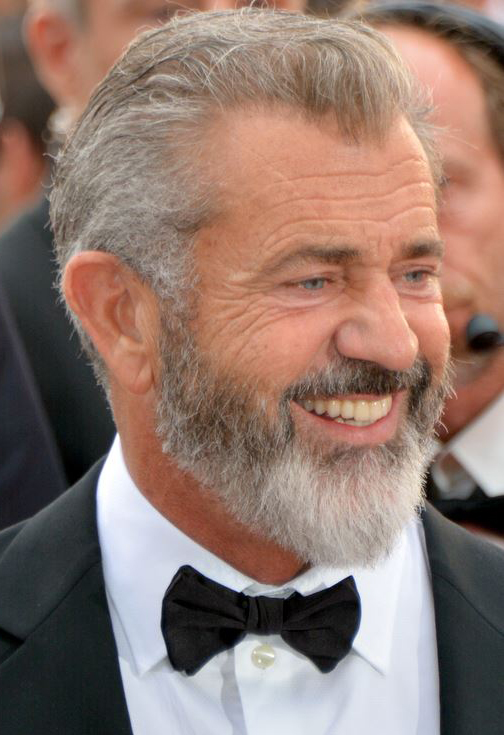
Mel Gibson (* 3. ledna)

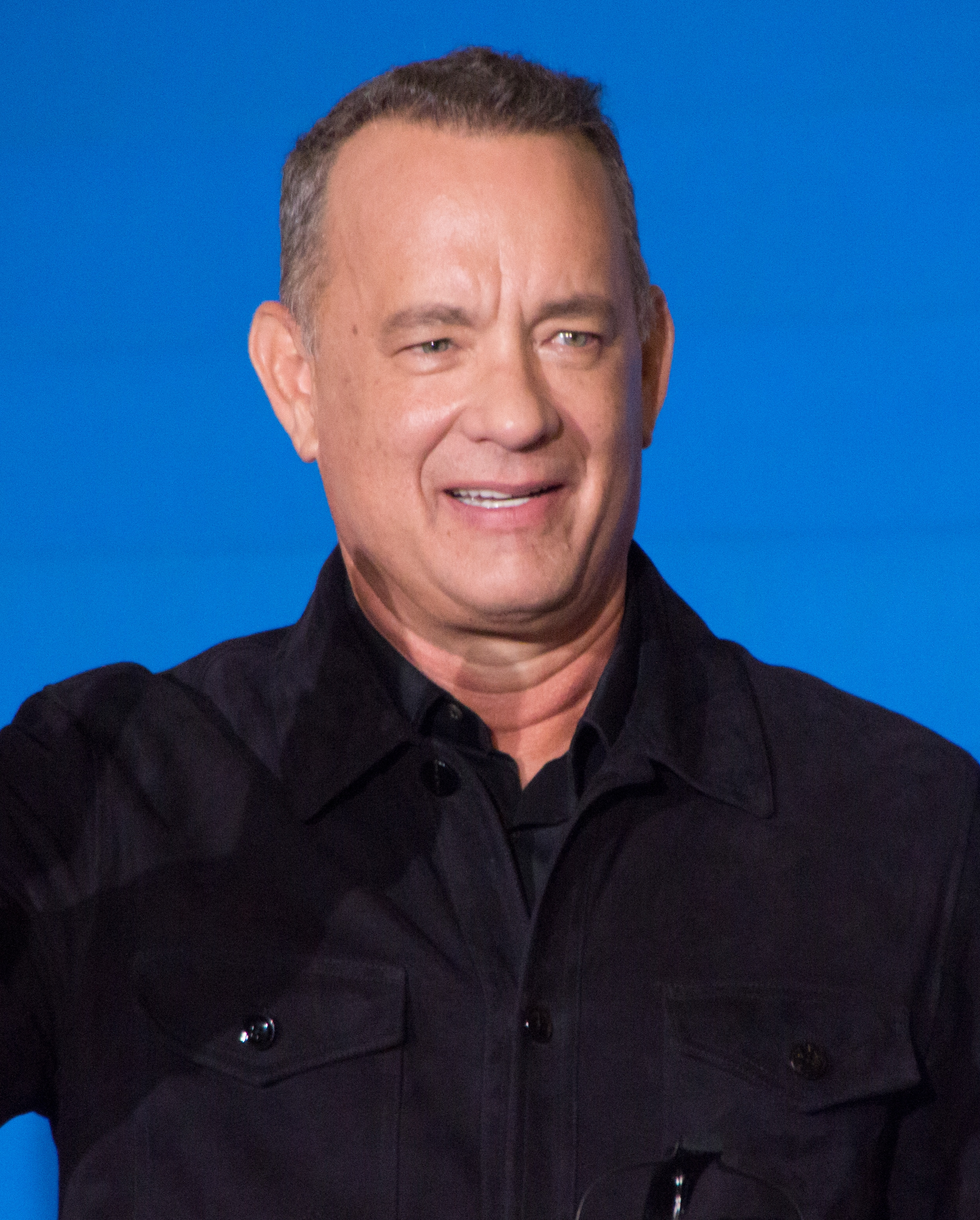
Tom Hanks (* 9. července)

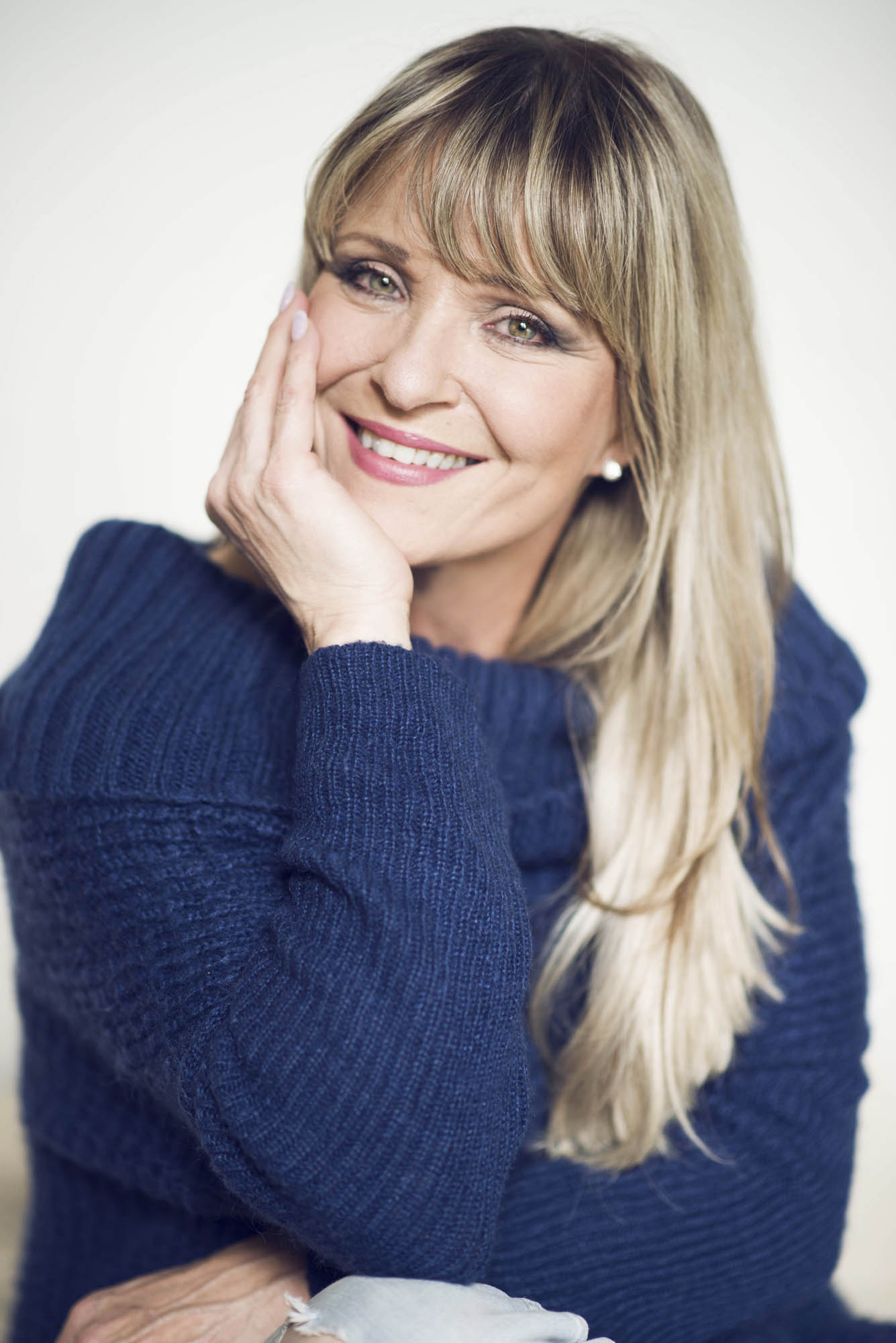
Chantal Poullain (* 17. srpna)

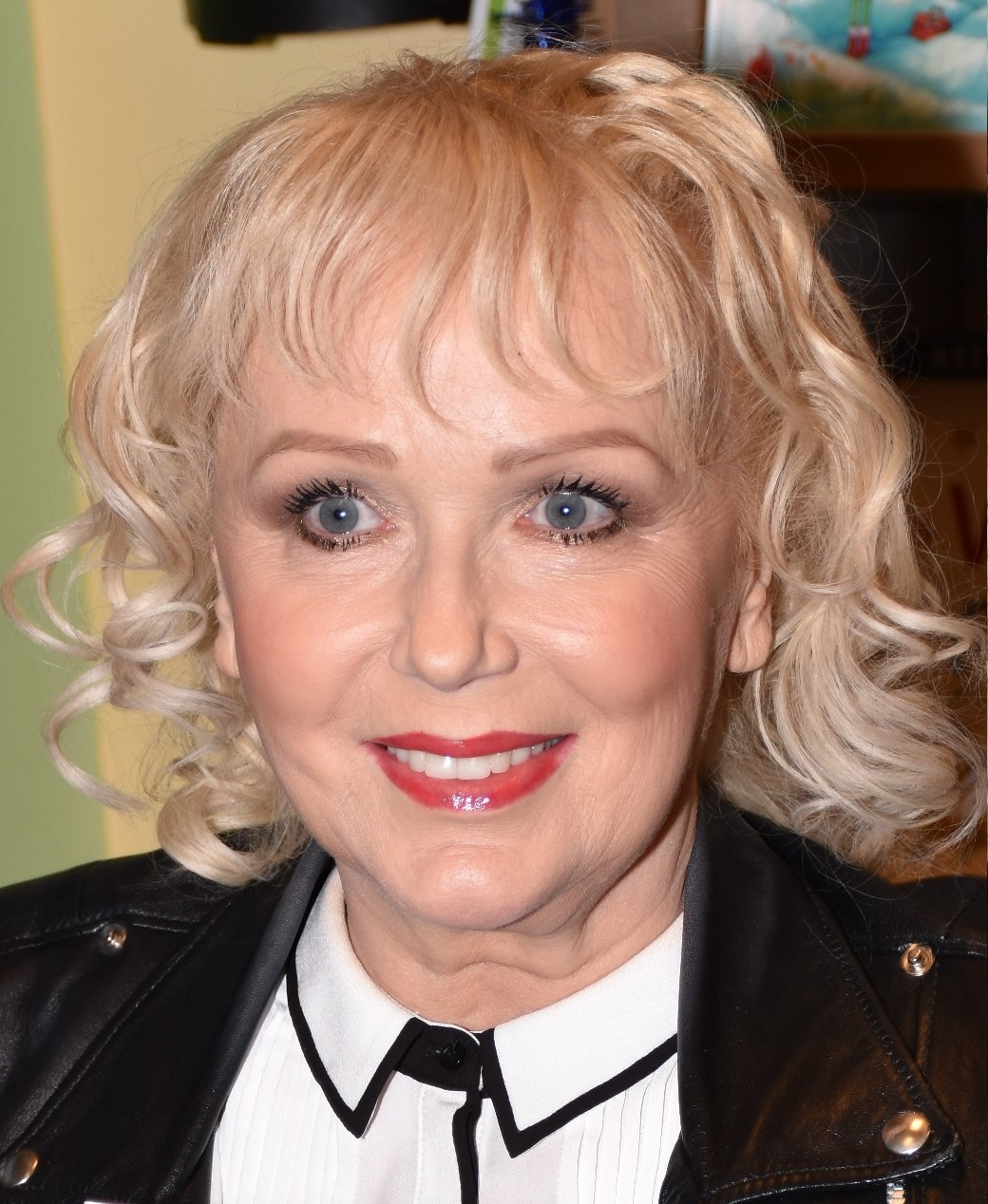
Marika Gombitová (* 12. září)

David Copperfield (* 16. září)

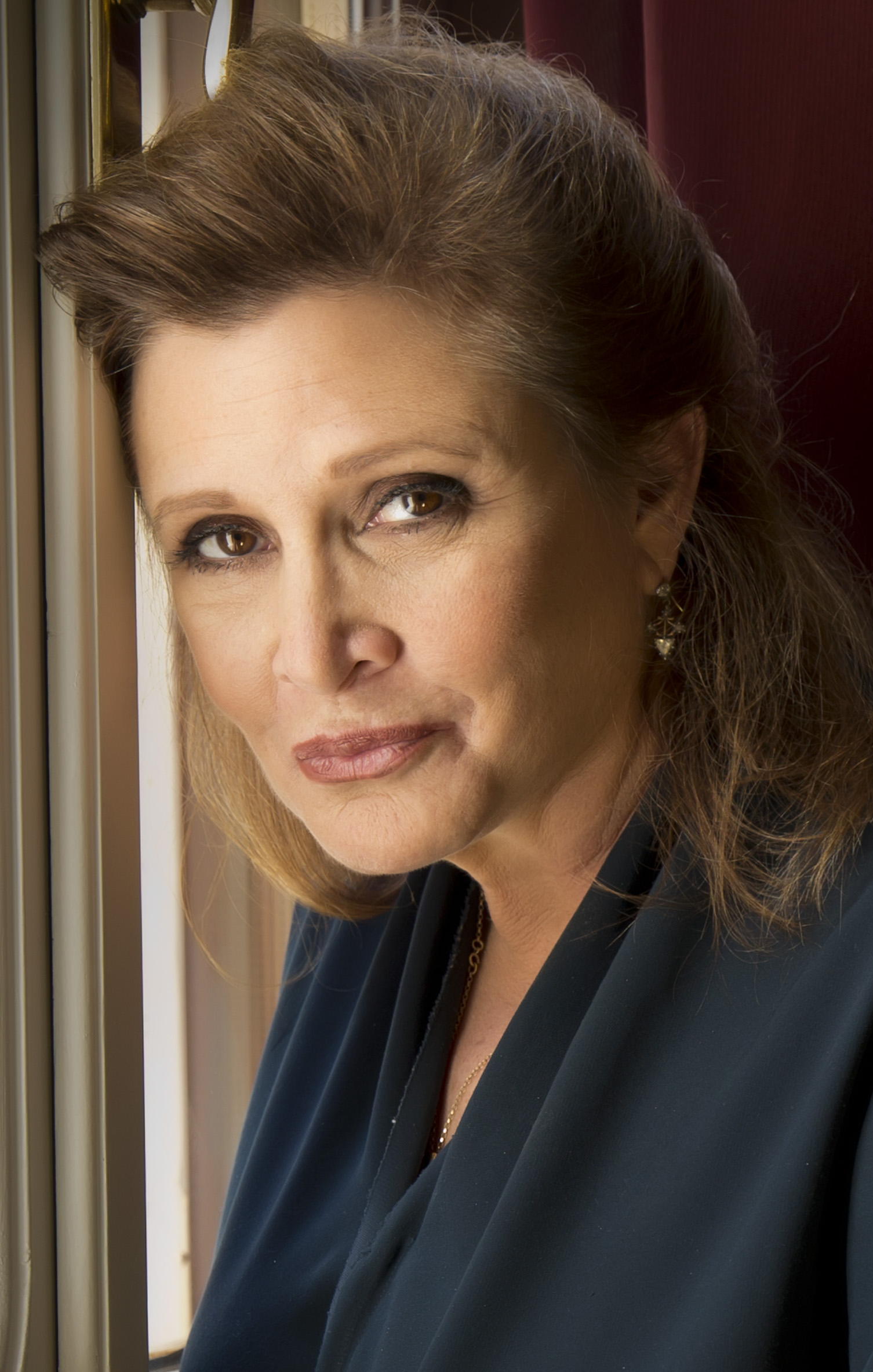
Carrie Fisher (* 21. října)

  - Andy Gill, britský kytarista a hudební producent
  - Christine Lagardeová, generální ředitelka Mezinárodního měnového fondu
- 3. ledna – Mel Gibson, americko-australský herec, režisér
- 4. ledna
  - Corina Casanovová, spolková kancléřka Švýcarska
  - Nels Cline, americký kytarista
  - Ann Magnuson, americká herečka a zpěvačka
- 5. ledna – Frank-Walter Steinmeier, spolkový ministr zahraničních věcí
- 6. ledna
  - Angus Deayton, britský herec, scenárista, iluzionista
  - Justin Welby, arcibiskup canterburský
- 7. ledna – David Caruso, americký televizní a filmový herec
- 9. ledna – Juha Seppälä, finský prozaik
- 10. ledna – Don Letts, britský režisér a hudebník
- 11. ledna – Jisra'el Jinon, izraelský dirigent († 29. ledna 2015)
- 12. ledna – Nikolaj Noskov, ruský skladatel a zpěvák
- 13. ledna – Dwight H. Little, americký filmový režisér
- 14. ledna – Étienne Daho, francouzský zpěvák, skladatel, herec a producent
- 20. ledna – Bill Maher, americký stand-up komik, herec
- 21. ledna
  - Geena Davisová, americká herečka
  - Kevin Norton, americký perkusionista a hudební skladatel
- 24. ledna – Peter Woodward, britský herec, kaskadér a scenárista
- 27. ledna – Legs McNeil, americký spisovatel a novinář
- 28. ledna – Tim Flannery, australský mamalolog, paleontolog a ekologický aktivista
- 31. ledna – Johnny Rotten, britský zpěvák
- 1. února – Exene Cervenka, americká zpěvačka, spisovatelka a malířka
- 2. února
  - Adnan Oktar, turecký islámský aktivista
  - Ștefan Rusu, rumunský zápasník, olympijský vítěz
- 3. února – Lee Ranaldo, americký kytarista a zpěvák
- 4. února – Dylan Fowler, velšský kytarista
- 5. února
  - Vinnie Colaiuta, americký bubeník
  - Alfredo Jaar, chilský umělec, architekt a režisér
- 7. února
  - Zinaida Greceanîi, předsedkyně vlády Moldavska
  - Mark St. John, americký zpěvák a kytarista († 5. dubna 2007)
- 8. února – Dave Meros, americký baskytarista
- 13. února
  - Liam Brady, irský fotbalista
  - Janis Kouros, řecký ultramaratonec, básník a písničkář
  - Anton Sládek, slovenský fotograf.
- 14. února – Martin Crimp, britský dramatik a překladatel
- 18. února – Bidzina Ivanišvili, gruzínský premiér
- 19. února – Roderick MacKinnon, americký biofyzik, Nobelova cena za chemii 2003
- 22. února – Voldemaras Novickis, sovětský házenkář († 31. ledna 2022)
- 23. února – Michael Angelo Batio, americký heavymetalový kytarista
- 24. února – Judith Butlerová, americká feministka, filozofka a teoretička psychoanalýzy
- 28. února – Guy Maddin, kanadský scenárista, kameraman a režisér
- 29. února
  - Kari Eloranta, finský hokejový obránce
  - Aileen Wuornosová, americká sériová vražedkyně
- 1. března – Dalia Grybauskaitė, litevská prezidentka
- 2. března
  - Mark Evans, australský baskytarista
  - Eduardo Rodríguez Veltzé, prezident Bolívie
- 5. března – Šamil Serikov, sovětský zápasník, olympijský vítěz († 22. listopadu 1989)
- 7. března
  - Kate Valk, americká divadelní herečka
  - Frank Simes, americký kytarista, skladatel a hudební producent
  - Bryan Cranston, americký filmový herec
- 10. března
  - Helmut Lang, rakouský umělec a módní návrhář
  - Mitchell Lichtenstein, americký filmový herec, režisér a scenárista
  - Robert Llewellyn, anglický herec a scenárista
- 11. března – Curtis Lee Brown, americký kosmonaut
- 12. března – Steve Harris, britský baskytarista
- 14. března – Tessa Sandersonová, britská olympijská vítězka v hodu oštěpem
- 16. března
  - Vladimír Godár, slovenský hudební skladatel, muzikolog
  - Eveline Widmerová-Schlumpfová, prezidentka Švýcarské konfederace
- 18. března – Ingemar Stenmark, švédský závodník ve sjezdovém lyžování
- 19. března
  - Jegor Gajdar, sovětský a ruský ekonom a politik
  - Chris O'Neilová, australská tenistka
- 22. března – Maria Teresa Lucemburská, manželka lucemburského velkovévody Jindřicha
- 23. března – José Manuel Barroso, ministerský předseda Portugalska
- 25. března – Jefim Šifrin, ruský herec a zpěvák
- 27. března
  - Michael J. Harney, americký herec
  - Thomas Wassberg, švédský běžec na lyžích, čtyřnásobný olympijský vítěz
- 28. března
  - Evelin Jahlová, německá olympijská vítězka v hodu diskem
  - Dave Keuning, americký kytarista
- 30. března – Mira Nábělková, slovenská jazykovědkyně
- 6. dubna – Hal Willner, americký hudební producent († 7. dubna 2020)
- 9. dubna
  - Márton Esterházy, maďarský fotbalista
  - Andrés Aldama, kubánský boxer, olympijský vítěz
- 10. dubna – Gerda Stevenson, skotská spisovatelka
- 11. dubna – Ricky Wellman, americký bubeník († 23. listopadu 2013)
- 12. dubna
  - Andy García, kubánsko-americký herec
  - Herbert Grönemeyer, německý zpěvák, hudebník a herec
- 15. dubna – Gregory Jordan Harbaugh, americký kosmonaut
- 16. dubna
  - T Lavitz, americký jazz rockový klávesista, skladatel († 7. října 2010)
  - David Brown, americký vojenský lékař a astronaut († 1. února 2003)
  - Martin Hughes-Games, britský producent a moderátor přírodovědných dokumentů
- 18. dubna – Eric Roberts, americký herec
- 19. dubna
  - Sue Barkerová, britská profesionální tenistka
  - Denardo Coleman, americký jazzový bubeník
  - Paul Day, anglický heavy metalový zpěvák
  - Volen Siderov, bulharský fotograf a nacionalistický politik
- 21. dubna – Gheorghe Sarău, rumunský jazykovědec
- 22. dubna – Bruce A. Young, americký televizní a filmový herec
- 25. dubna – Dominique Blancová, francouzská divadelní a filmová herečka
- 27. dubna
  - Kevin McNally, britský herec, zvukař a scenárista
  - Gary Mark Smith, americký pouliční fotograf
- 28. dubna – Jimmy Barnes, australský rockový zpěvák skotského původu
- 30. dubna – Lars von Trier, dánský filmový režisér
- 2. května – Vasile Pușcașu, rumunský zápasník, olympijský vítěz
- 4. května
  - Michael Gernhardt, americký astronaut
  - Sharon Jones, americká zpěvačka († 18. listopadu 2016)
  - Ulrike Meyfarthová, německá dvojnásobná olympijská vítězka ve skoku do výšky
- 7. května – Jan Peter Balkenende, nizozemský premiér
- 9. května – Anne Helene Gjelstad, norská fotografka a módní designerka
- 13. května
  - Iwan Bala, velšský výtvarník
  - Alexandr Kaleri, ruský kosmonaut
  - Vjekoslav Bevanda, bosenský premiér
- 14. května – Gillian Bradshawová, americká spisovatelka historické sci-fi
- 17. května – Bob Saget, americký herec a moderátor († 9. ledna 2022)
- 18. května – Catherine Corsini, francouzská filmová režisérka a scenáristka
- 20. května
  - Boris Akunin, ruský spisovatel
  - Douglas Preston, americký spisovatel
- 27. května – Giuseppe Tornatore, italský filmový režisér
- 28. května
  - Jonathan Mark Kenoyer, indický a americký archeolog
  - Chálid Mašál, vůdce palestinské teroristické organizace Hamas
- 29. května – La Toya Jackson, americká zpěvačka-skladatelka, herečka a tanečnice
- 30. května – Georg Bydlinski, rakouský spisovatel
- 31. května – Fritz Hilpert, německý hráč na syntezátory
- 1. června
  - Mircea Cărtărescu, rumunský spisovatel
  - Janko Kroner, slovenský filmový, televizní a divadelní herec
  - Peter Tomka, slovenský právník, soudce Mezinárodního soudního dvora
- 4. června – Bernd Posselt, německý politik, mluvčí Sudetoněmeckého zemského spolku
- 5. června – Richard Alan Searfoss, americký astronaut
- 6. června – Björn Borg, profesionální švédský tenista
- 7. června – Antonio Alzamendi, uruguayský fotbalista
- 8. června – Uri Caine, americký klavírista a hudební skladatel
- 10. června
  - Rolandas Paksas, prezident Litvy
  - Jiří Borwin Meklenburský, hlava dynastie Meklenburský
- 11. června – Jamaaladeen Tacuma, americký jazzový baskytarista
- 14. června – King Diamond, dánský heavy metalový hudebník a zpěvák
- 15. června
  - Robin Curtisová, americká herečka
  - Bernie Shaw, zpěvák britské skupiny Uriah Heep
- 18. června – John Scott, anglický varhaník a sbormistr († 12. srpna 2015)
- 22. června – Tim Russ, americký herec, režisér, scenárista a hudebník
- 25. června – Boris Trajkovski, prezident Republiky Makedonie († 26. února 2004)
- 26. června – Bernard Anthony Harris, americký kosmonaut
- 27. června – Sultán bin Salmán, saúdskoarabský princ a kosmonaut
- 28. června – Alexander Lubocky, izraelský matematik, vědecký pracovník a politik
- 29. června – Pedro Santana Lopes, premiér Portugalska
- 30. června
  - Volker Beck, německý olympijský vítěz v běhu na 400 metrů překážek
  - Daniela Kapitáňová, slovenská spisovatelka, publicistka a divadelní režisérka
- 5. července
  - Horacio Cartes, prezident Paraguaye
  - Terry Chimes, britský bubeník
- 9. července – Tom Hanks, americký filmový herec, režisér
- 11. července
  - Amitav Ghosh, bengálský spisovatel
  - Sela Ward, americká herečka
- 14. července – Bob Birch, americký hudebník († 15. srpna 2012)
- 15. července
  - Ian Curtis, anglický zpěvák a textař
  - Marky Ramone, americký hudebník
- 15. července – Joe Satriani, americký kytarový virtuóz
- 16. července – Jerry Doyle, americký herec, rozhlasový moderátor († 27. července 2016)
- 17. července
  - Afric Simone, Mosambický zpěvák a bavič
  - Bryan Trottier, kanadský hokejový útočník
  - Wong Kar-wai, hongkongský filmový režisér, scenárista
- 20. července
  - Paul Cook, britský bubeník
  - Mima Jaušovecová, jugoslávská tenistka
- 21. července – Michael Connelly, americký spisovatel
- 22. července – Mick Pointer, britský bubeník
- 23. července – Josef Garfinkel, izraelský archeolog
- 24. července – Wattie Buchan, zpěvák punkové kapely The Exploited
- 25. července – Frances Arnoldová, americká biochemička a chemická inženýrka, nositelka Nobelovy ceny
- 26. července – Andy Goldsworthy, britský sochař, fotograf
- 28. července – Luca Barbareschi, italský herec, scenárista, režisér a producent
- 29. července – Georg Satzinger, německý kunsthistorik
- 31. července – Michael Biehn, americký herec
- 2. srpna – Isabel Pantoja, španělská zpěvačka romského původu
- 3. srpna – Štefan Margita, slovenský operní pěvec
- 6. srpna – Ian R. MacLeod, britský spisovatel science-fiction a fantasy
- 7. srpna
  - Hans Enoksen, grónský premiér
  - Kent Vernon Rominger, americký astronaut
- 10. srpna – Sergej Suchoručenkov, ruský cyklista, olympijský vítěz z roku 1980
- 11. srpna – Pierre-Louis Lions, francouzský matematik
- 12. srpna – Bruce Greenwood, kanadský herec
- 13. srpna – Marco Mendoza, americký hard rockový hudebník
- 15. srpna – Peter-John Vettese, britský klávesista, skladatel a producent
- 17. srpna – Chantal Poullain, česko-francouzská filmová a divadelní herečka
- 18. srpna – Rainer Maria Woelki, německý kardinál
- 21. srpna – Kim Cattrall, kanadsko-americká herečka britského původu
- 23. srpna – David Wolf, americký astronaut
- 25. srpna – Henri Toivonen, finský rallyový jezdec († 2. května 1986)
- 27. srpna – Glen Matlock, britský kytarista a zpěvák
- 28. srpna – Carl Nicholas Reeves, britský archeolog a egyptolog
- 29. srpna – GG Allin, americký punkrockový zpěvák a skladatel († 28. června 1993)
- 30. srpna – Ismaël Lô, senegalský hudebník
- 4. září – Blackie Lawless, americký zpěvák, skladatel, kytarista a herec
- 8. září
  - Helmut Böttiger, německý spisovatel
  - Mick Brown, americký rockový bubeník
  - Sergej Alexandrovič Žukov, ruský vědec
- 9. září
  - Anatolij Arcebarskij, ukrajinský kosmonaut
  - Avi Wigderson, izraelský matematik, informatik
- 12. září
  - Marika Gombitová, slovenská zpěvačka a skladatelka
  - Brian Robertson, skotský rockový kytarista
- 14. září – Kostas Karamanlis, předseda vlády Řecka
- 15. září
  - Maggie Reilly, skotská zpěvačka
  - Ned Rothenberg, americký saxofonista, flétnista, klarinetista a skladatel
- 16. září
  - Anatolij Beloglazov, sovětský zápasník, olympijský vítěz
  - Sergej Beloglazov, sovětský zápasník, olympijský vítěz
  - David Copperfield, americký kouzelník a iluzionista
- 17. září – Almazbek Atambajev, prezident Kyrgyzstánu
- 18. září
  - Chris Hedges, americký novinář, spisovatel a válečný korespondent
  - Tim McInnerny, britský herec
  - Peter Šťastný, slovenský hokejista
- 19. září – Eivind Aadland, norský dirigent a houslista
- 20. září
  - Gary Cole, americký herec
  - Steve Coleman, americký jazzový saxofonista
- 21. září
  - Marta Kauffman, americká televizní producentka a scenáristka
  - Momir Bulatović, premiér Svazové republiky Jugoslávie († 30. června 2019)
- 22. září – David Krakauer, americký klarinetista
- 23. září
  - Peter David, americký spisovatel
  - Igor Otčenáš, slovenský spisovatel
  - Paolo Rossi, italský fotbalista († 9. prosince 2020)
- 24. září – Ilona Slupianeková, německá olympijská vítězka ve vrhu koulí
- 25. září – Jamie Hyneman, americký expert na speciální filmové efekty
- 28. září – Manfred Curbach, německý stavební inženýr
- 29. září
  - Sebastian Coe, britský olympijský vítěz v běhu na 1500m a politik
  - James Donald Halsell, americký letec, důstojník a kosmonaut
- 1. října
  - Andrus Ansip, premiér Estonska
  - Charalambos Cholidis, řecký zápasník († 26. června 2019)
- 4. října
  - Georgi Bliznaški, předseda vlády Bulharska
  - Christoph Waltz, rakouský herec
  - Hans van Breukelen, nizozemský fotbalista
- 6. října – Ilja Mate, sovětský zápasník, olympijský vítěz
- 8. října
  - Rašid Nurgalijev, ruský generál a politik tatarské národnosti, ministr vnitra
  - Janice Elaine Vossová, americká astronautka († 7. února 2012)
- 12. října – Jozef Kundlák, slovenský operní zpěvák (tenor)
- 14. října – Gabriela Habsburská, německá sochařka a diplomatka
- 15. října – Pavol Janík, slovenský spisovatel
- 17. října – Mae Jemisonová, americká astronautka
- 19. října – Jasna Kolar-Merdanová, rakouská házenkářka
- 20. října – Danny Boyle, britský režisér a producent
- 21. října – Carrie Fisher, americká herečka († 27. prosince 2016)
- 23. října – Dianne Reeves, americká jazzová zpěvačka
- 25. října – Emil Spišák, slovenský divadelní režisér a politik
- 26. října
  - Mike Godwin, americký advokát a spisovatel
  - Agnieszka Kotulanka, polská divadelní a filmová herečka
  - Rita Wilsonová, americká herečka, manželka Toma Hankse
  - Daniela Trandžíková, slovenská házenkářka († 26. října 2014)
- 28. října
  - Mahmúd Ahmadínežád, šestý prezident Íránské islámské republiky
  - Volker Zotz, rakouský filozof, buddholog a religionista
- 29. října – Kazujo Sedžimaová, japonská architektka
- 30. října – Milan Ftáčnik, slovenský politik a bývalý primátor Bratislavy  († 14. května 2021)
- 3. listopadu – Gary Ross, americký scenárista, filmový režisér a spisovatel
- 4. listopadu – Jordan Rudess, americký hudebník
- 6. listopadu
  - Marc Dutroux, belgický sériový vrah
  - David Soldier, americký hudebník, skladatel a neurolog
- 8. listopadu
  - Mari Boine, norsko-sámská hudebnice
  - Richard Curtis, britský scenárista, režisér a producent
- 9. listopadu – Lei Clijsters, belgický fotbalový reprezentant († 4. ledna 2009)
- 10. listopad
  - José Luis Brown, argentinský fotbalista a trenér († 12. srpna 2019)
  - Scott Columbus, americký bubeník († 4. dubna 2011)
- 12. listopadu – Stevie Young, skotský rockový kytarista
- 13. listopadu
  - Ginger Aldenová, americká herečka a modelka
  - Rex Linn, americký herec
  - Janusz Rudnicki, polský spisovatel a novinář
- 14. listopadu – Kenneth Bowersox, americký astronaut
- 19. listopadu
  - Eileen Marie Collinsová, americká letkyně, důstojnice a kosmonautka
  - Glynnis O'Connorová, americká herečka
- 20. listopadu – Bo Derek, americká herečka a modelka
- 21. listopadu
  - Han Mjong-u, korejský zápasník, olympijský vítěz
  - Jacky Godoffe, francouzský sportovní lezec
- 22. listopadu – Fernando Gomes, portugalský fotbalista († 26. listopadu 2022)
- 1. prosince – Vytautas Grubliauskas, litevský politik, jazzový virtuos
- 3. prosince
  - Charles M. Huber, německý herec a humanitární aktivista
  - Ewa Kopaczová, předsedkyně vlády Polska
- 5. prosince – Krystian Zimerman, polský klavírista
- 6. prosince
  - Peter Buck, americký kytarista
  - Arthur Golden, americký spisovatel
  - Hans Kammerlander, italský horolezec
  - Randy Rhoads, americký heavy metalový kytarista († 19. března 1982)
- 7. prosince
  - Larry Bird, americký profesionální basketbalista
  - Iveta Radičová, předsedkyně vlády Slovenska
- 8. prosince
  - Warren Cuccurullo, americký hudebník
  - Andrius Kubilius, předseda vlády Litevské republiky
  - Pierre Pincemaille, francouzský varhaník, improvizátor a pedagog. († 12. ledna 2018)
- 9. prosince
  - Ulrich Peltzer, německý spisovatel
  - Jean-Pierre Thiollet, francouzský spisovatel
  - Baruch Goldstein, pachatel masakru v Jeskyni patriarchů († 25. února 1994)
- 14. prosince – Hanni Wenzelová, lichtenštejnská sjezdařka, dvojnásobná olympijská vítězka
- 19. prosince – Hortense Ullrichová, německá spisovatelka
- 18. prosince – Reinhold Ewald, německý fyzik a bývalý kosmonaut
- 19. prosince
  - Jens Fink-Jensen, dánský spisovatel, lyrik, fotograf a skladatel
  - Cyril Collard, francouzský režisér, herec a hudebník († 5. března 1993)
- 20. prosince
  - Fulvio Abbate, italský spisovatel
  - Bob Skeat, anglický baskytarista
  - Guy Babylon, americký hráč na klávesové nástroje a skladatel († 2. září 2009)
- 23. prosince
  - Stephen Bray, americký skladatel, bubeník a hudební producent
  - Jesús Huerta de Soto, španělský ekonom a politický filosof
  - Dave Murray, anglický kytarista
  - Michele Alboreto, italský pilot F1 († 25. dubna 2001)
- 24. prosince – Sandžágín Bajar, předseda vlády Mongolska
- 27. prosince – Doina Melinteová, rumunská běžkyně, dvojnásobná olympijská medailistka
- 30. prosince
  - Steven Lee Smith, americký astronaut
  - Jacek Wszoła, polský olympijský vítěz ve skoku do výšky
- 31. prosince
  - Martin Joseph Fettman, americký učitel, vědec a kosmonaut
  - Doug Naylor, britský spisovatel, televizní producent a režisér

## Úmrtí

### Česko

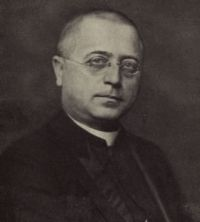
Jan Šrámek († 22. dubna)

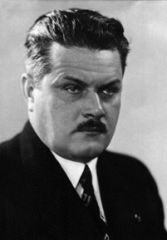
Jaroslav Krejčí († 18. května)

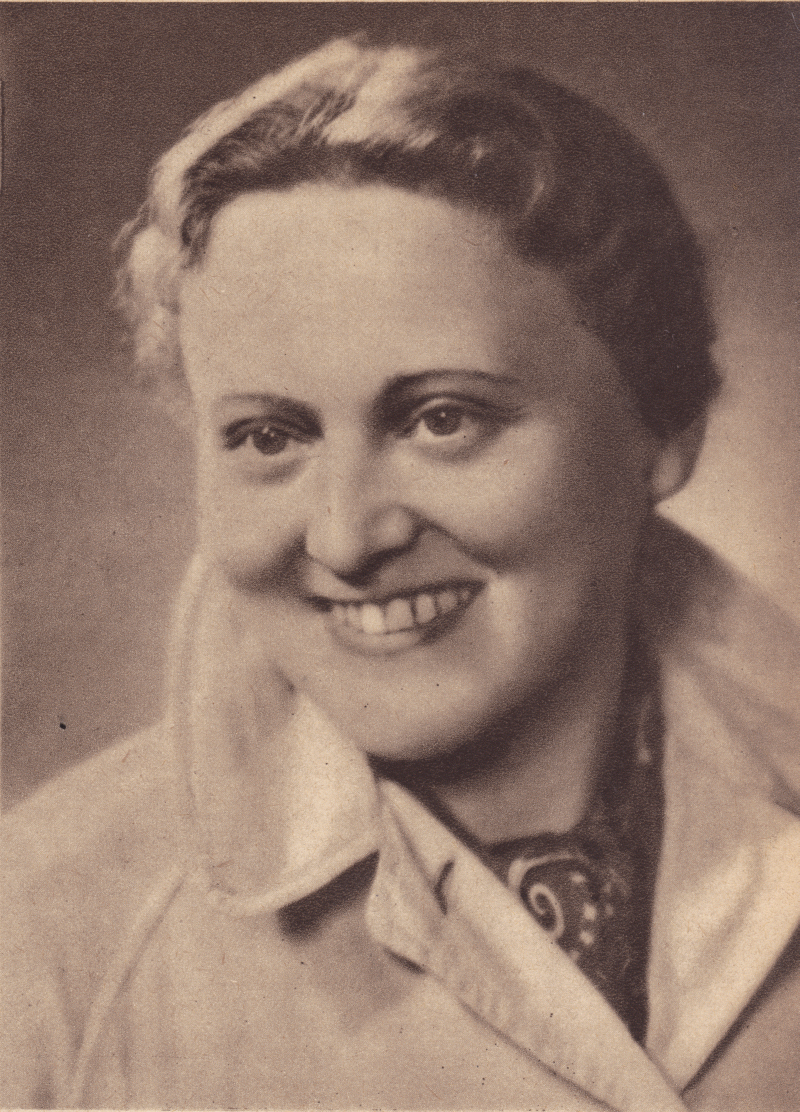
Zdena Mašínová starší († 12. června)

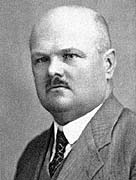
František Smotlacha († 18. června)

- 14. červen – Václav Sláma , československý voják (* 24.ledna 1893)

- 4. ledna – Ernst Grünzner, československý politik německé národnosti (* 4. listopadu 1873)
- 6. ledna – Josef Sigmond, profesor lesnické fakulty v Praze (* 18. dubna 1868)
- 7. ledna – Julie Moschelesová, geografka (* 21. srpna 1892)
- 15. ledna – Alois Vicherek, vojenský letec (* 20. června 1892)
- 16. února – Františka Kolářová-Vlčková, spisovatelka (* 19. ledna 1883)
- 22. února – Ctibor Bezděk, lékař, spisovatel, pacifista, filantrop (* 10. března 1872)
- 23. února
  - Vilém Veleba, československý politik (* 8. června 1870)
  - Bohuslav Kindl, československý politik (* 22. února 1879)
- 24. února – František Kolenatý, československý fotbalový reprezentant (* 29. ledna 1900)
- 2. března – František Janda, architekt a urbanista (* 10. září 1886)
- 26. března – Kamilla Neumannová, nakladatelka (* 24. března 1874)
- 3. dubna
  - Alois Mudruňka, malíř a grafik (* 12. září 1888)
  - Jan Nepomuk Polášek, skladatel a sběratel lidových písní (* 16. dubna 1873)
- 12. dubna – Alois Kudrnovský, teolog (* 20. června 1875)
- 22. dubna
  - Vlastimil Lada-Sázavský, šermíř, bronzová medaile v šermu šavlí na OH 1908 (* 31. března 1886)
  - Jan Šrámek, římskokatolický kněz (* 12. prosince 1870)
- 6. května – Milada Gampeová, herečka (* 9. dubna 1884)
- 7. května – Josef Hoffmann, český a rakousky architekt a designér (* 15. prosince 1870)
- 12. května
  - Vladimír Ambros, hudební skladatel, dirigent a pedagog (* 18. září 1890)
  - Bohuslav Leopold, houslista, kapelník, hudební skladatel a aranžér (* 6. září 1888)
- 17. května – Hynek Tomáš, varhaník, sbormistr a hudební skladatel (* 30. června 1861)
- 18. května
  - Vladimír Peroutka, novinář a scenárista (* květen 1902)
  - Jaroslav Krejčí, předseda protektorátní vlády (* 27. června 1892)
- 21. května – Oldřich Zajíček, československý fotbalový reprezentant (* 12. srpna 1911)
- 25. května – Johann Radon, rakouský matematik (* 16. prosince 1887)
- 31. května
  - Pavel Beneš, letecký konstruktér (* 14. června 1894)
  - Hugo Kosterka, překladatel a nakladatel (* 9. dubna 1867)
- 6. června – Josef Jan Litomiský, zakladatel Kongregace bratří těšitelů z Gethseman (* 2. března 1888)
- 9. června – Jaroslav Hněvkovský, malíř a cestovatel, nazývaný „malíř Indie“ (* 10. dubna 1884)
- 10. června – František Salesius Frabša, politik, novinář, spisovatel a překladatel (* 4. února 1887)
- 12. června – Zdena Mašínová starší, manželka Josefa Mašína (* 20. května 1907)
- 17. června – Sergěj Ingr, československý generál, legionář, ministr národní obrany (* 2. září 1894)
- 18. června
  - František Smotlacha, mykolog a zakladatel českého vysokoškolského sportu (* 30. ledna 1884)
  - Václav Münzberger, kameraman (* 24. listopadu 1887)
- 22. června – Václav Řezáč, spisovatel (* 5. května 1901)
- 25. června – Eduard Štorch, pedagog, spisovatel a archeolog (* 10. dubna 1878)
- 4. července – Josef Lukeš, československý politik (* 18. května 1870)
- 6. července – Josef Chochol, architekt a urbanista (* 13. listopadu 1880)
- 15. července – Josef Aul, cestovatel a lékař (* 4. března 1894)
- 22. července – Jan Dvořáček, československý ministr průmyslu, obchodu a živností (* 12. listopadu 1887)
- 1. srpna – Pavel Janák, architekt a designér (* 12. března 1882)
- 11. srpna – Vilém Zítek, operní pěvec-basista (* 9. září 1890)
- 14. srpna – Jaroslav Řídký, hudební skladatel a dirigent (* 25. srpna 1897)
- 20. srpna – František Štverák, kněz pronásledovaný nacisty i komunisty (* 5. března 1909)
- 22. srpna – Josef Syrový, malíř (* 21. února 1879)
- 3. září – Viktor Trkal, fyzik (* 14. srpna 1888)
- 19. září – Albert Pražák, literární historik (* 11. června 1880)
- 20. září – Gustav Skalský, historik, numismatik, ředitel Národního muzea (* 13. března 1891)
- 8. října – Stanislav Hanzlík, meteorolog (* 11. března 1878)
- 12. října – Ferdinand Stibor, biskup Církve československé husitské (* 25. září 1869)
- 21. října – Dragutin Pokorný, dirigent a hornista (* 10. října 1867)
- 24. října – Karel Divíšek, letec, automobilový závodník a potápěč (* 6. srpna 1902)
- 26. října – Augustin Handzel, sochař (* 7. června 1886)
- 2. listopadu – Emil Utitz, filosof, estetik a psycholog (* 27. května 1883)
- 11. listopadu – Václav Svoboda Plumlovský, spisovatel (* 18. července 1872)
- 13. listopadu – Mořic Pícha, 22. biskup královéhradecký (* 18. dubna 1869)
- 15. listopadu – Alén Diviš, malíř (* 26. dubna 1900)
- 26. listopadu – Ludvík Vacátko, malíř (* 19. srpna 1873)
- 30. listopadu – Ludvík Kuba, folklorista (* 16. dubna 1863)
- 8. prosince – Josef Procházka, klavírista a hudební skladatel (* 24. května 1874)
- 20. prosince – Antonín Dolenský, bibliograf, historik umění a publicista (* 11. června 1884)
- 29. prosince – Jindřich Langner, kanovník Katedrální kapituly u sv. Štěpána v Litoměřicích (* 1. října 1870)
- 30. prosince – Josef Jirsík, zoolog a ornitolog (* 26. listopadu 1898)

### Svět

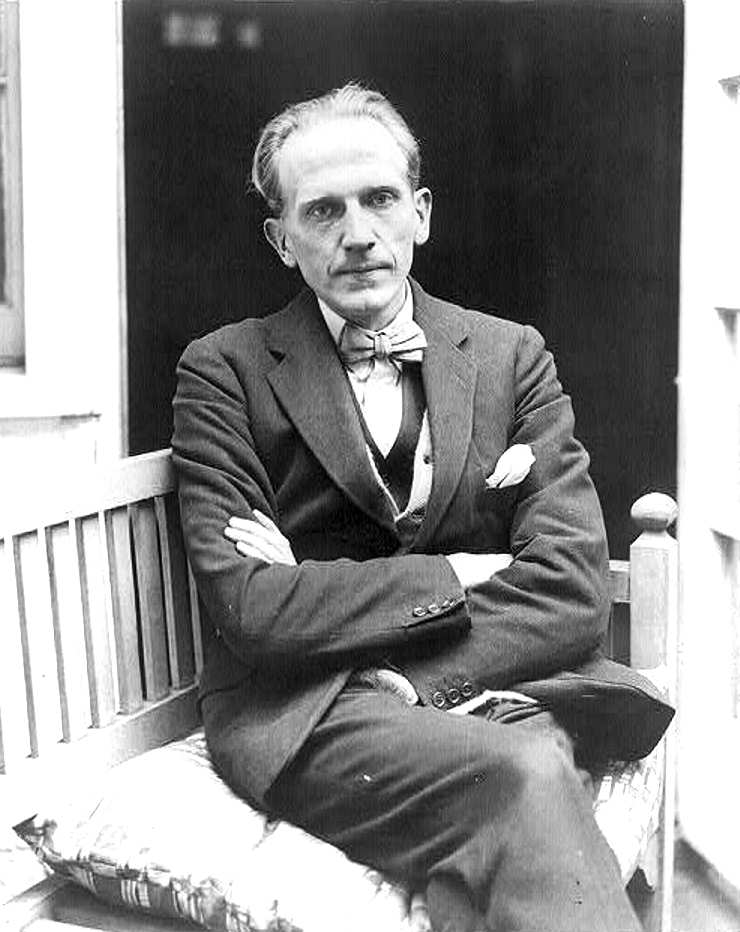
Alan Alexander Milne († 31. ledna)

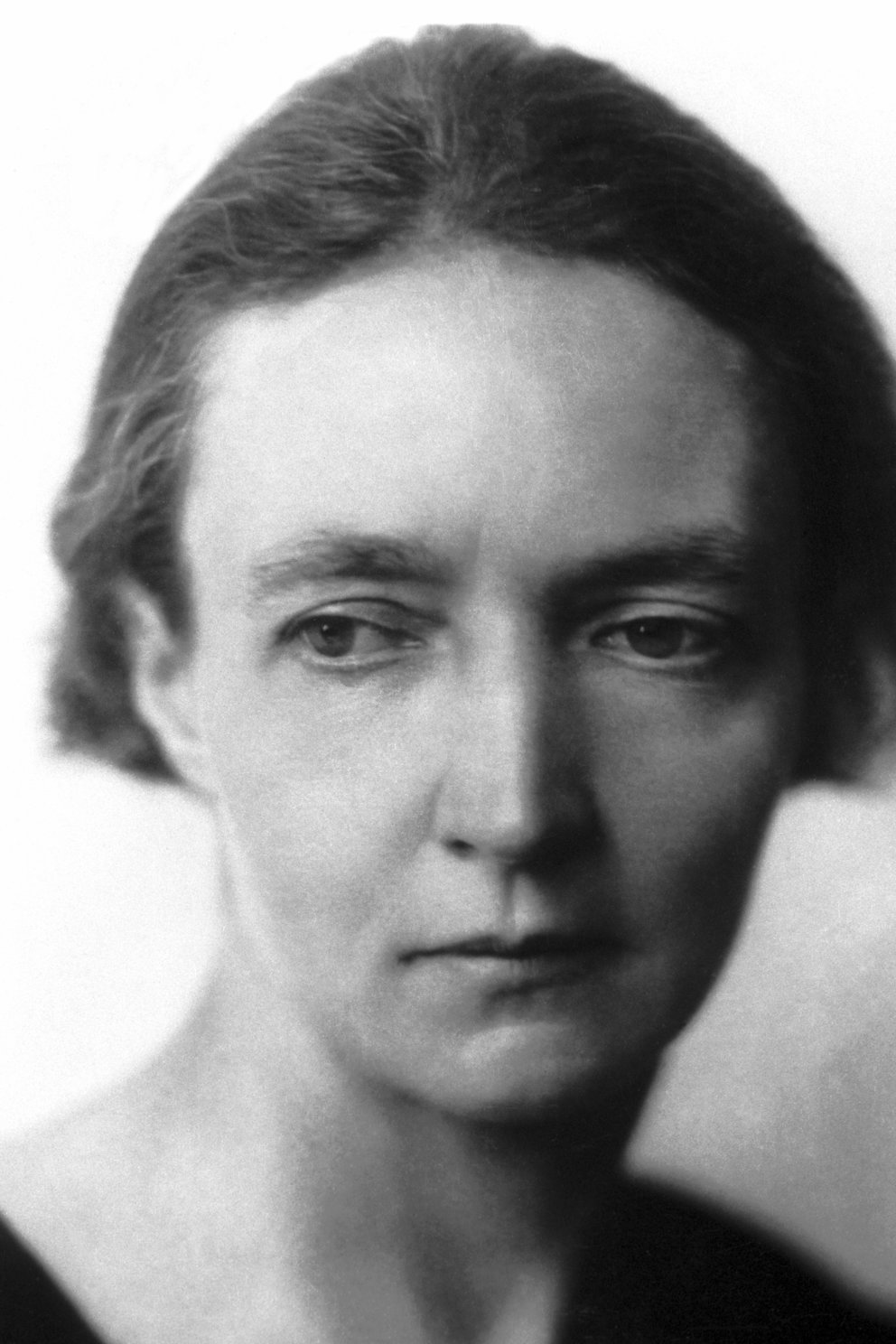
Irène Joliot-Curie († 12. března)

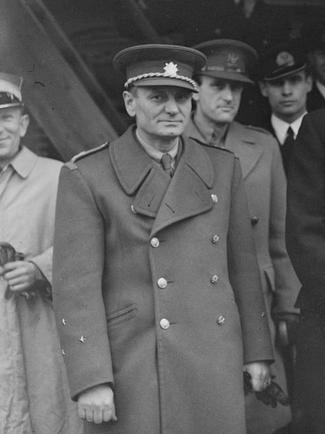
Sergěj Ingr († 17. června)

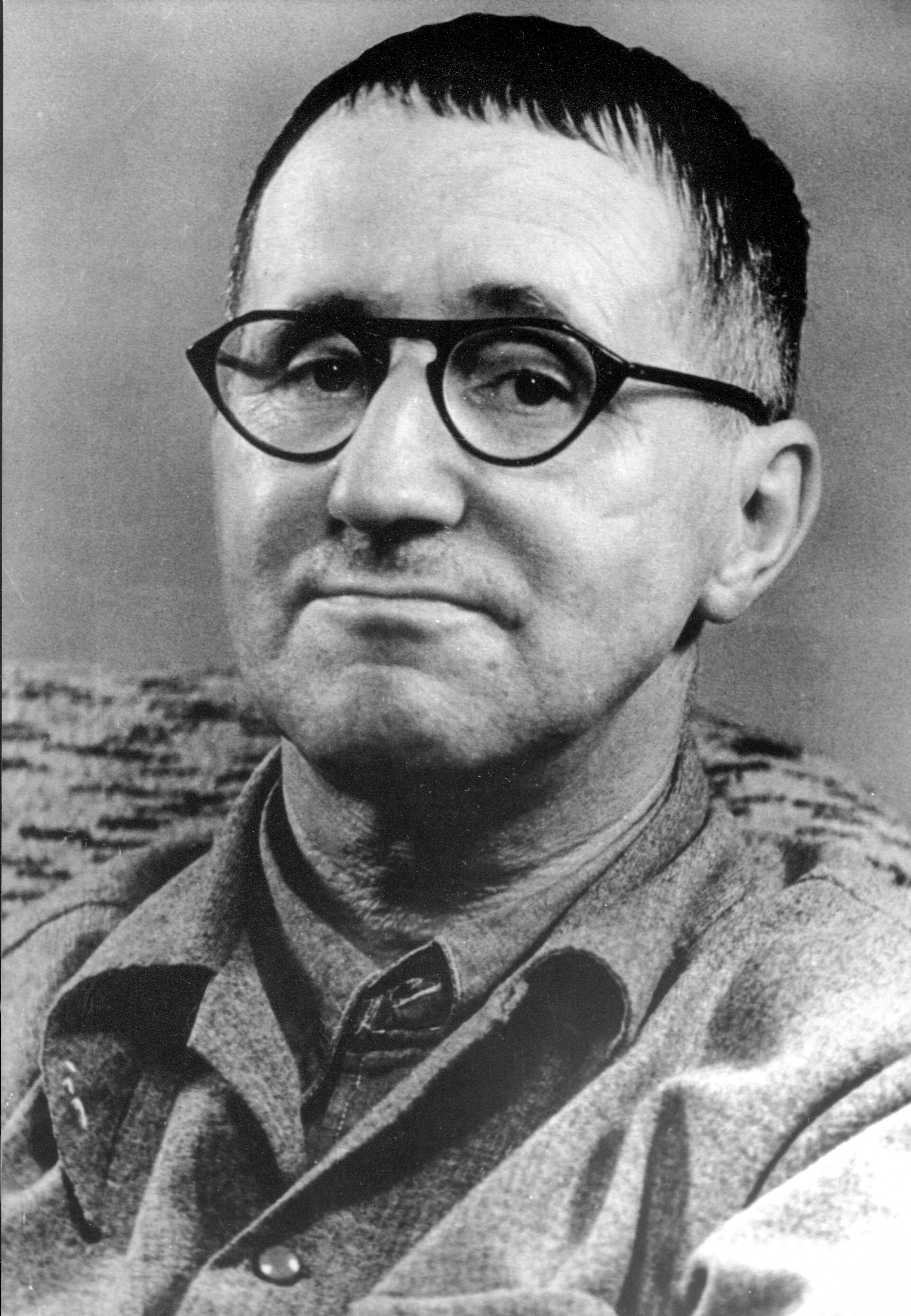
Bertold Brecht († 14. srpna)

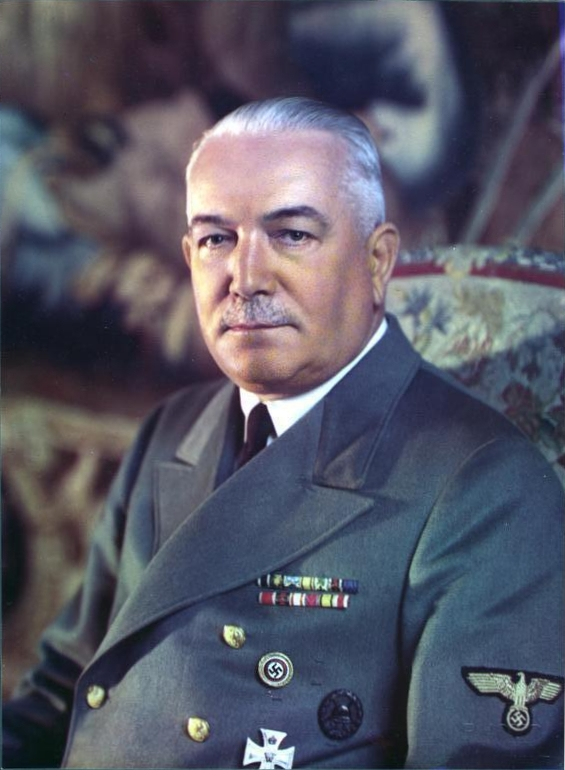
Konstantin von Neurath († 14. srpna)

- 3. ledna – Joseph Wirth, německý říšský kancléř (* 6. září 1879)
- 5. ledna – Mistinguett, francouzská herečka (* 4. dubna 1875)
- 13. ledna
  - Lyonel Feininger, americký malíř (* 17. července 1871)
  - Myra Albert Wiggins, americká malířka a fotografka (* 15. prosince 1869)
- 18. ledna – Konstantin Päts, poslední prezident meziválečného Estonska (* 23. února 1874)
- 19. ledna – Nikolaj Panin, ruský krasobruslař, olympijský vítěz z roku 1908 (* 8. ledna 1872)
- 23. ledna – Daniel Swarovski, umělecký sklář (* 24. října 1862)
- 24. ledna – Oskar Karlweis, rakouský herec (* 10. června 1894)
- 31. ledna – Alan Alexander Milne, anglický spisovatel a dramatik (* 18. ledna 1882)
- 3. února
  - Émile Borel, francouzský matematik a politik (* 7. ledna 1871)
  - Johnny Claes, belgický automobilový závodník (* 11. května 1916)
- 4. února – Savielly Tartakower, šachový velmistr a teoretik (* 22. února 1887)
- 6. února – Ernst Schaible, předlitavský generál a politik (* 18. října 1868)
- 13. února – Jan Łukasiewicz, polský matematik a filozof (* 21. prosince 1878)
- 20. února – Heinrich Georg Barkhausen, německý fyzik (* 2. prosince 1881)
- 25. února – Elmer Drew Merrill, americký botanik (* 15. října 1876)
- 8. března – Friedrich von Toggenburg, ministr vnitra Předlitavska (* 12. července 1866)
- 12. března – Bolesław Bierut, polský komunistický politik, předseda vlády (* 18. dubna 1892)
- 15. března – Ernst von Starhemberg, rakouský ministr vnitra a vicekancléř (* 10. května 1899)
- 17. března – Irène Joliot-Curie, francouzská chemička, Nobelova cena za chemii 1935 (* 12. září 1897)
- 18. března
  - Gejza Vámoš, slovenský lékař a spisovatel (* 22. prosince 1901)
  - Alonzo G. Decker Sr., americký podnikatel a vynálezce (* 16. ledna 1884)
- 20. března – Wilhelm Miklas, třetí prezident Rakouska (* 15. října 1872)
- 27. března – Giuseppe Merosi, italský automobilový konstruktér (* 8. prosince 1872)
- 29. března – Alfonso de Borbón y Borbón, španělský infant (* 3. října 1941)
- 30. března – Fritz Wolfgang London, americký fyzik (* 7. března 1900)
- 1. dubna – Michail Těreščenko, ruský ministr financí a zahraničí prozatímní vlády (* 18. března 1886)
- 3. dubna – Erhard Raus, německý generál za druhé světové války (* 8. ledna 1889)
- 8. dubna – Wolf Gold, signatář izraelské deklarace nezávislosti (* 31. ledna 1889)
- 12. dubna – Constantin von Mitschke-Collande, německý malíř a grafik (* 19. září 1884)
- 13. dubna – Emil Nolde, německý malíř, představitel moderního umění (* 7. srpna 1867)
- 21. dubna – Angelo Dibona, italský horolezec a horský vůdce (* 7. dubna 1879)
- 29. dubna – Wilhelm von Leeb, německý polní maršál (* 5. září 1876)
- 30. dubna – Alben William Barkley, 35. viceprezident USA (* 24. listopadu 1877)
- 2. května – Thure Sjöstedt, švédský zápasník, olympijský vítěz 1928 (* 28. srpna 1903)
- 5. května – Miklós Nyiszli, maďarský a rumunský lékař a spisovatel (* 17. června 1901)
- 11. května – Walter Sydney Adams, americký astronom (* 20. prosince 1876)
- 13. května – Alexandr Fadějev, sovětský spisovatel (* 24. prosince 1901)
- 14. května – Albert Kluyver, nizozemský mikrobiolog a biochemik (* 3. června 1888)
- 18. května
  - Avraham Kacnelson, izraelský politik a diplomat (* 1888)
  - Tadeusz Michejda, polský lékař a politik (* 26. září 1879)
- 20. května – Alois Hitler mladší, bratr německého diktátora Adolfa Hitlera (* 13. ledna 1882)
- 24. května – Frederick Joubert Duquesne, búrský špión a dobrodruh (* 21. září 1877)
- 26. května – Sergej Melgunov, ruský historik (* 6. ledna 1880)
- 29. května – Hermann Abendroth, německý dirigent (* 19. ledna 1883)
- 6. června
  - Margaret Wycherlyová, anglická divadelní a filmová herečka (* 26. října 1881)
  - Hiram Bingham, americký historik, cestovatel a politik (* 19. listopadu 1875)
- 7. června
  - Julien Benda, francouzský filozof a spisovatel (* 26. prosince 1867)
  - Gottfried Benn, německý lékař a básník (* 2. května 1881)
- 8. června – Marie Laurencin, francouzská malířka a básnířka (* 31. října 1883)
- 19. června – Vladimir Afanasjevič Obručev, ruský geolog a spisovatel (* 10. října 1863)
- 26. června
  - Richie Powell, americký jazzový klavírista (* 5. září 1931)
  - Clifford Brown, americký jazzový trumpetista (* 30. října 1930)
- 27. června – Pinchas Kohen, izraelský agronom a vychovatel (* 24. září 1886)
- 29. června – Max Emmerich, americký olympijský vítěz v trojboji (* 1. června 1879)
- 6. července – Norbert Mueller, kanadský hokejista, zlato na OH 1928 (* 14. února 1906)
- 14. července – John Wishart, skotský matematik a zemědělský statistik (* 28. listopadu 1898)
- 22. července – Ľudovít Šenšel, slovenský evangelický kněz a poválečný politik (* 13. dubna 1888)
- 24. července – Alessandro Anzani, italský konstruktér, motocyklový a automobilový závodník (* 5. prosince 1877)
- 28. července – Walter Andrae, německý archeolog (* 18. února 1875)
- 29. července – Ludwig Klages, německý filosof, psycholog, grafolog (* 10. prosince 1872)
- 5. srpna -- Daniel Carroll, americký ragbista ( * 1887, 1888, nebo 1892)
- 11. srpna – Jackson Pollock, americký malíř (* 28. ledna 1912)
- 13. srpna – Jakub Kolas, běloruský spisovatel (* 3. listopadu 1882)
- 14. srpna
  - Konstantin von Neurath, nacistický zločinec, první protektor Čech a Moravy (* 2. února 1873)
  - Bertolt Brecht, německý dramatik (* 10. února 1898)
- 16. srpna – Béla Lugosi, maďarský herec (* 20. října 1882)
- 19. srpna – Helmar Lerski, kameraman a fotograf (* 18. ledna 1871)
- 25. srpna – Alfred Charles Kinsey, americký psycholog, biolog a etolog (* 23. června 1894)
- 2. září – Herman Rupp, australský botanik (* 27. prosince 1872)
- 6. září – Michael Ventris, anglický architekt a filolog (* 12. července 1922)
- 11. září – Billy Bishop, kanadské letecké eso (* 8. února 1894)
- 13. září – Archibald Low, anglický inženýr, fyzik a vynálezce (* ? 1888)
- 21. září – Karl Caspar, německý malíř (* 13. března 1879)
- 22. září – Frederick Soddy, anglický radiochemik, nositel Nobelovy ceny za chemii (* 2. září 1877)
- 25. září – Lucien Febvre, francouzský historik (* 22. července 1878)
- 27. září – Mildred Didriksonová, americká sportovkyně, olympijská vítězka (* 26. června 1911)
- 28. září – William Boeing, americký letecký průkopník (* 1881)
- 10. října – Leo Kalda, chorvatský architekt (* 10. dubna 1880)
- 14. října – Jehuda Mozes, izraelský podnikatel a mediální mangnát (* 1886)
- 16. října – Jules Rimet, zakladatele fotbalového mistrovství světa (* 14. října 1873)
- 20. října – Lawrence Dale Bell, americký průmyslník a zakladatel Bell Aircraft Corporation (* 5. dubna 1894)
- 25. října – Risto Ryti, finský premiér a prezident (* 3. února 1889)
- 29. října – Louis Rosier, francouzský automobilový závodník (* 5. listopadu 1905)
- 30. října – Pío Baroja, španělský romanopisec (* 28. prosince 1871)
- 1. listopadu
  - Tommy Johnson, americký zpěvák, skladatel a kytarista (* 1896)
  - Šabtaj Levy, izraelský politik (* 10. dubna 1876)
- 3. listopadu – Jean Metzinger, francouzský malíř (* 24. června 1883)
- 5. listopadu – Art Tatum, americký jazzový klavírista (* 13. října 1909)
- 10. listopadu – David Seymour, americký fotograf (* 20. listopadu 1911)
- 13. listopadu – Dave Trottier, kanadský hokejista, zlato na OH 1928 (* 25. června 1906)
- 14. listopadu – Pierre Benigni, francouzský malíř (* 1878)
- 16. listopadu – Robert Wartenberg, americký neurolog (* 19. června 1886)
- 21. listopadu – Johann Rihosek, rakouský konstruktér lokomotiv (* 5. června 1869)
- 25. listopadu – Olexandr Dovženko, sovětský filmový scenárista, producent a režisér (* 10. září 1894)
- 26. listopadu
  - Tommy Dorsey, americký jazzový trombónista, trumpetista, skladatel a dirigent (* 19. listopadu 1905)
  - Sofie Buxhoeveden, dvorní dáma carevny Alexandry Fjodorovny, spisovatelka (* 6. září 1883)
- 3. prosince
  - Felix Bernstein, německý matematik (* 24. února 1878)
  - Alexandr Rodčenko, sovětský fotograf a výtvarník (* 5. prosince 1891)
- 6. prosince – Bhímráo Rámdží Ámbédkar, indický právní vědec (* 14. dubna 1891)
- 7. prosince – Karol Kočí, slovenský entomolog (* 17. ledna 1879)
- 8. prosince – Jimmie Angel, americký letec a dobrodruh (* 1. srpna 1899)
- 14. prosince – Juho Kusti Paasikivi, finský prezident (* 27. listopadu 1870)
- 16. prosince – Frederick G. Donnan, irský chemik (* 6. září 1870)
- 21. prosince
  - Lewis Terman, americký psycholog (* 15. ledna 1877)
  - Paul Reusch, německý průmyslník (* 9. února 1868)
- 25. prosince – Robert Walser, švýcarský prozaik (* 15. dubna 1878)

## Hlavy států
- Československo – Antonín Zápotocký (1953–1957) (premiér Viliam Široký 1953–1963)
- Čína – Mao Ce-tung (1949–1976)
- Dánsko – Frederik IX. (1947–1972)
- Egypt – Gamál Násir (1956–1970)
- Francie – René Coty (1954–1959)
- Itálie – Giovanni Gronchi (1955–1962)
- Japonsko – Hirohito (1926–1989)
- Maďarsko – István Dobi (1952–1967)
- Německá demokratická republika – Wilhelm Pieck (1949–1960)
- Nizozemsko – Juliána Nizozemská (1948–1980)
- Rakousko – Theodor Körner (1951–1957) (kancléř Julius Raab 1953–1961)
- Řecko – Pavel I. (1947–1964)
- Sovětský svaz – Nikita Sergejevič Chruščov (1953–1964)
- Spojené království – Alžběta II. (1952–2022) (premiér Anthony Eden 1955–1957)
- Spolková republika Německo – Theodor Heuss (1949–1959) (kancléř Konrad Adenauer 1949–1963)
- Španělsko – Francisco Franco (1939–1975)
- Švédsko – Gustav VI. Adolf (1950–1973)
- Turecko – Celâl Bayar (1950–1960)
- USA – Dwight D. Eisenhower (1953–1961)
- Vatikán – Pius XII. (1939–1958)

### Digitální archivy k roku 1956
- Československý filmový týdeník v archivu České televize – rok 1956
- Dokumentární cyklus České televize Retro – rok 1956
- Pořad stanice Český rozhlas 6 Rok po roce – rok 1956, 2. část
- Rudé právo v archivu Ústavu pro českou literaturu – ročník 36 rok 1956